# Camargue (cheval)
Vous lisez un « article de qualité » labellisé en 2009.
Pour les articles homonymes, voir Camargue (homonymie).
Le Camargue  est une race de petits chevaux de selle rustiques à la robe grise, originaire de la région du même nom, dans le Sud de la France au niveau du delta du Rhône, sur les départements du Gard et des Bouches-du-Rhône. Ce cheval vit traditionnellement en liberté dans ses marais d'origine. Son origine reste mystérieuse, bien qu'il soit considéré comme l'une des plus anciennes races du monde.
Mentionné dès l'Antiquité romaine, le Camargue est occasionnellement une monture de bât et de guerre jusqu'au XIIe siècle. De tous temps, il est utilisé comme animal utilitaire et de travail. Les habitants de la Camargue lui font dépiquer le grain, tirer des attelages, et le montent, entre autres, pour travailler avec le bétail, avant de le relâcher en semi-liberté. Les haras nationaux instaurent, dès leur création, de nombreux programmes d'élevage visant à augmenter sa taille par des croisements pour en faire une monture de guerre, programmes qui se soldent par des échecs.
Après une période de déclin durant la première moitié du XXe siècle, le Camargue est désormais devenu une race de chevaux de selle reconnue par les haras nationaux français et surtout l'un des symboles forts de sa région d'origine, avec le taureau camarguais et le Flamant rose (Phoenicopterus roseus). Il est toujours élevé en semi-liberté dans des manades, monture exclusive des gardians de la région qui l'utilisent pour le travail du bétail et de nombreuses fêtes populaires. Le cheval Camargue bénéficie d'une grande notoriété grâce à l'équitation Camargue et à sa forte image de tradition et de liberté née de sa présence dans les arts et la littérature, notamment dans l'histoire de Crin-Blanc.

## Terminologie et dénomination
D'après l'écrivain Giacomo Giammatteo, la seule graphie juste du nom de cette race de chevaux fait appel à une initiale en lettre majuscule, dans la mesure où cette race est nommée d'après la région française de la Camargue. « Camargue » est le nom officiel. Dans les ouvrages qui le mentionnent, il est indifféremment nommé « camarguais », « cheval Camargue » et « cheval de Camargue ». Un vocabulaire spécifique s'est développé dans la région, historiquement en provençal, pour désigner le cheval et son élevage :
| Caractéristique                                        | Dénomination                                                                             |
| ------------------------------------------------------ | ---------------------------------------------------------------------------------------- |
| Étalon de race camarguaise                             | Grignon ou grignoun                                                                      |
| « Cheval » en camarguais                               | (Lou) chivau                                                                             |
| Cheval ou jument sauvage                               | Rosso                                                                                    |
| Poulain d'un an                                        | Court                                                                                    |
| Cheval ou taureau de deux ans                          | Doublen                                                                                  |
| Cheval ou taureau de trois ans                         | Ternen                                                                                   |
| Cheval ou taureau de quatre ans                        | Quatren                                                                                  |
| Tentatives d'un cheval pour jeter son cavalier à terre | Desbrander                                                                               |
| Marquage des poulains au fer rouge                     | Ferrade                                                                                  |
| Cavalier surveillant les troupeaux                     | Gardian, gardianou pour le jeune apprenti, baile gardian pour le chef ou le contremaître |
| Troupeau de taureaux et/ou de chevaux camarguais       | Manade                                                                                   |

Une petite population de chevaux d'origine Camargue existe en Italie dans le delta du Pô, sous le nom de cheval du Delta.

## Histoire
L'histoire du Camargue est très longue et son origine, en particulier, « pleine d'obscurité ». La race paraît avoir eu peu de renommée et d'importance économique avant le XXe siècle. Elle perdure grâce à son utilité locale, élevée uniquement dans les marais de la région de Camargue, milieu « hors duquel le cheval s'éloigne plus ou moins de sa propre nature ». Eugène Gayot, vétérinaire de la circonscription d'Arles, dit en 1861 que :

« Par exception seulement, le cheval Camargue est sorti de sa sphère, de sa spécialité d'emploi. Il naît, vit et meurt dans son île ; là s'accomplit toute sa destinée. »

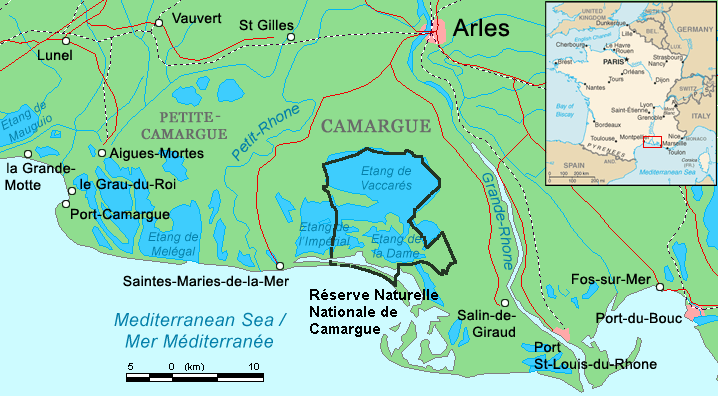
Carte de la Camargue, région d'origine de la race.

L'élevage est tourné vers les besoins des habitants de la région, qui ne soignent pas les chevaux et les estiment aptes à vivre dans l'eau. De nombreuses tentatives de croisement pour « améliorer » la taille des camarguais et les rendre aptes à la guerre se soldent par des échecs.

### Origines

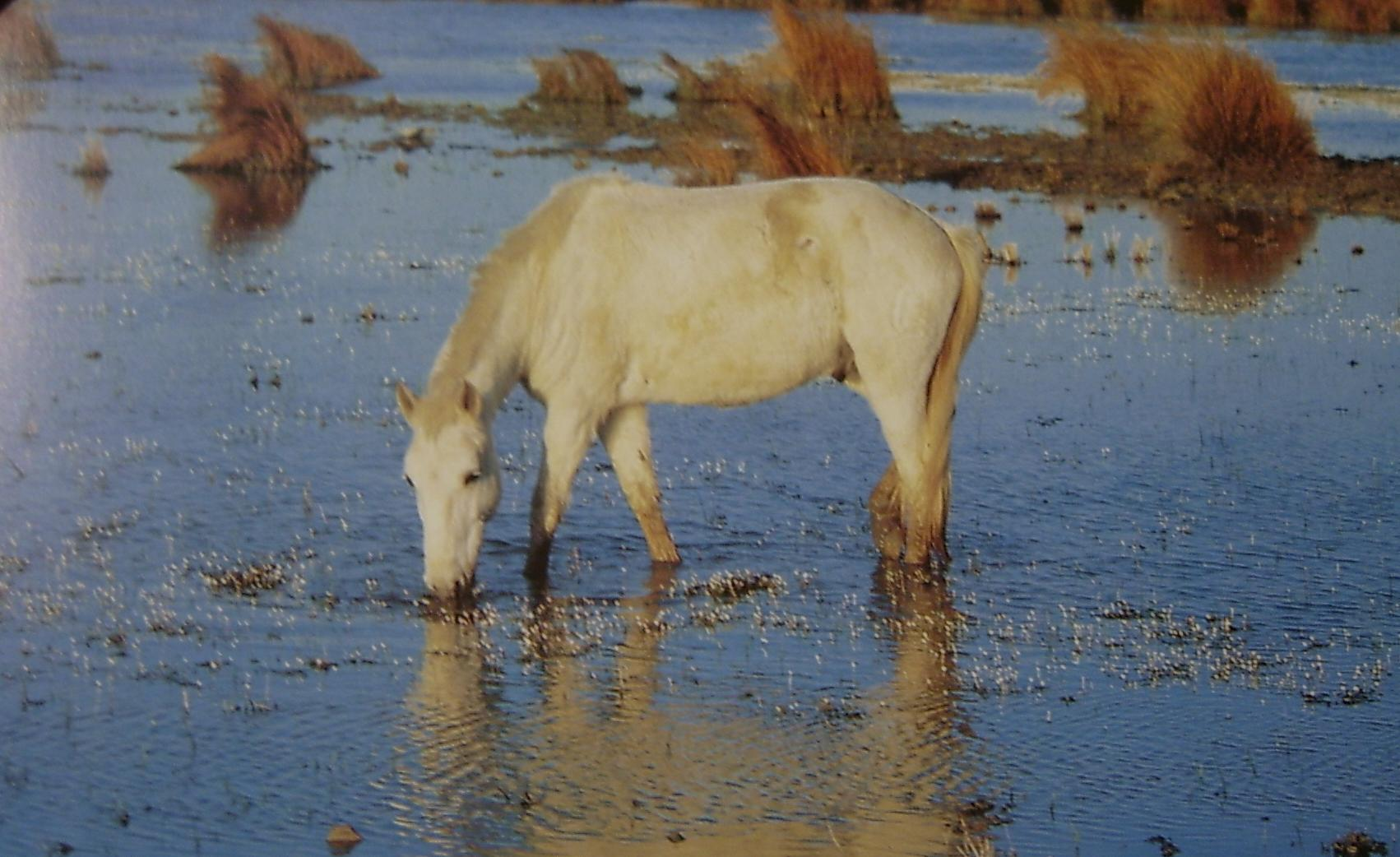
Le cheval Camargue vit en liberté dans les marais du delta du Rhône.

Le Camargue fait partie des plus anciennes races chevalines du monde,. S'il est reconnu comme antérieur à l'ère chrétienne, la question de son origine demeure concernant l'influence des chevaux arabes, berbères, asiatiques et celtes. Le mariage de plusieurs thèses pourrait être la réponse, car des animaux ont pu se mélanger à l'état sauvage et se rencontrer au fil du temps, la sélection naturelle se chargeant de faire naître une race adaptée au delta du Rhône et à ses environs. La rudesse de la vie dans cette région, sur de nombreuses générations, a probablement fait que seuls les plus forts et les plus résistants de ces animaux ont survécu afin de perpétuer la race.

#### Mythes et légendes
De nombreux récits folkloriques font du cheval camarguais un animal « né de l'écume de la mer ». Jean Claude Girard, conservateur des musées du Gard, rapporte la légende d'un homme poursuivi par un taureau noir sur la plage des Saintes-Maries-de-la-Mer. Il n'eut pas d'autre choix que de se jeter à la mer. Alors que les flots l'emportaient, il fut sauvé par un étalon qui sortit de l'écume et lui dit : « Je ne serai jamais ton esclave, mais ton ami ». L'homme apprivoisa l'étalon durant trois jours et celui-ci devint à la fois son meilleur ami et le fondateur des chevaux camarguais. Il existe de légères variantes à cette légende.

#### Théorie de l'origine africaine

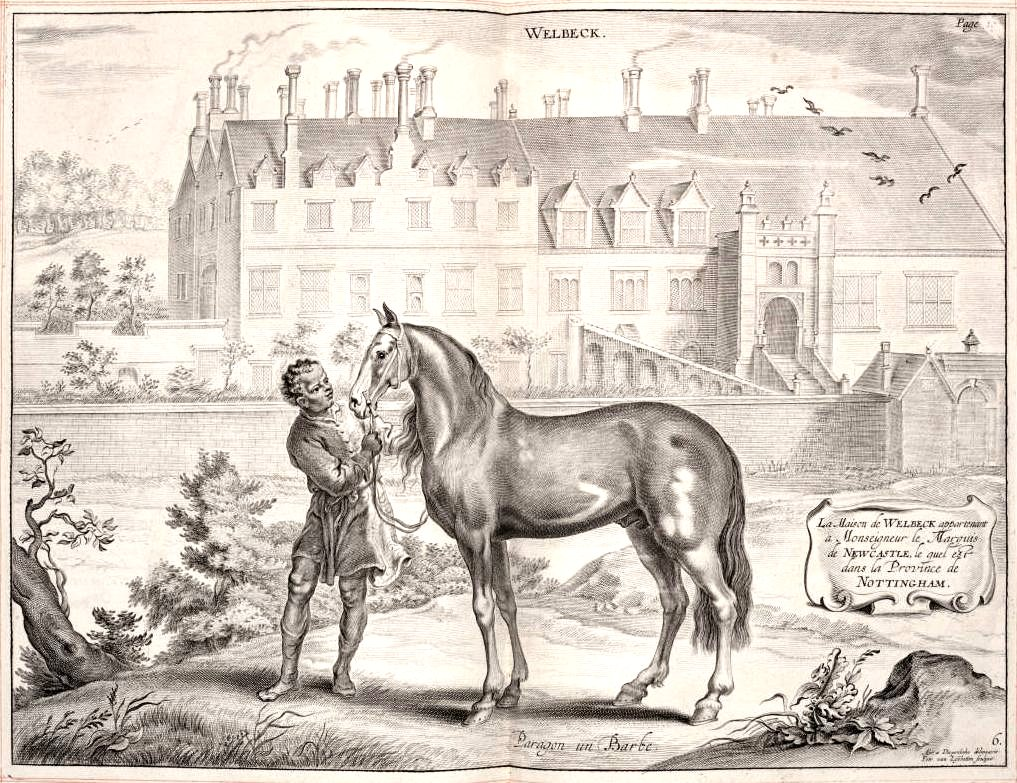
Le cheval berbère présente des similitudes morphologiques avec le camarguais. Des croisements entre les deux races sont attestés.

En 1807, l'académie des sciences de Marseille fait de l'introduction de chevaux arabes ou numides par Flavius Flaccus aux environs d'Arles, vers l'an 626 av. J.-C., la souche fondatrice de la race camarguaise. Ce récit invérifiable est transmis par les érudits locaux. Le Camargue présente selon eux une forte ressemblance avec les chevaux de la cavalerie numide que les Romains affrontent durant les deux guerres de Carthage, après la conquête de l'Afrique du Nord. Les importations de chevaux orientaux ou africains auraient été accrues lors de l'établissement de la colonie de Julia. Jules César aurait ensuite créé deux haras, l'un à Arles et l'autre à Rhodanisia, pour effectuer des croisements entre les chevaux numides et ceux des Marais-Pontins. Les croisements auraient été renouvelés pendant le séjour des sarrasins en Provence, vers 730, et à l'époque des croisades. Les premiers haras sont censés dater des colonies romaines. Les académiciens remarquent aussi que le cheval Camargue ne présente pas le type des chevaux asiatiques et thessaliens, « les seuls qui, à cette époque, devaient être naturalisés sur les côtes de l'Ionie », mais plutôt celui des chevaux berbères et arabes.

« Cette race [le Camargue] a cependant une analogie marquée avec celle d'Arabie et de Barbarie. Le cheval Barbe est celui avec lequel le Camargue a le plus de rapport. La tête du cheval de Camargue se rapproche plus de la conformation de celle du cheval Barbe, que de la tête des chevaux français. Comme lui, il a la tête presque carrée (…), et cette espèce d'encolure droite que nous avons déjà désignée sous le nom d'encolure de cerf (…) Comme le cheval arabe, le Camargue a les hanches longues, les jarrets droits, les canons fins, la robe blanche ou grise… Sa sobriété, la facilité avec laquelle il affronte l'intempérie des saisons, sa vélocité, son ardeur à la poursuite, son infatigable activité, sont de nouveaux traits de ressemblance avec le cheval arabe (…) »

— 
Cette théorie est reprise plusieurs fois au cours du XIXe siècle,, parfois assortie d'une précision selon laquelle les espèces animales qui passent d'un pays à l'autre se transforment,,, puis remise en cause en 1900. L'étude d'ethnologie de Jocelyne Bonnet parle d'un « mythe numide » mais selon l'article d'Amélie Tsaag Valren publié dans Cheval Savoir, l'origine africaine est défendable en raison de la couleur de robe grise du Camargue. En effet, les chevaux gris proviennent d'Afrique. Des croisements se sont fréquemment produits entre la race Camargue et les chevaux africains au fil de l'histoire,,, notamment à l'époque romaine.

#### Théorie de l'origine celte
Régine Pernoud affirme dans un essai sur les Gaulois que la structure des troupeaux de chevaux camarguais est différente de celle de toutes les autres races françaises, et que ces derniers seraient les descendants directs des chevaux celtiques renommés pour la selle et le combat, qui étaient les piliers de la cavalerie gauloise. Bien que cette théorie reste possible, elle est moins défendable que les précédentes puisque la présence de peuples celtes en Camargue n'est pas une certitude.

#### Théories de l'origine asiatique ou germanique

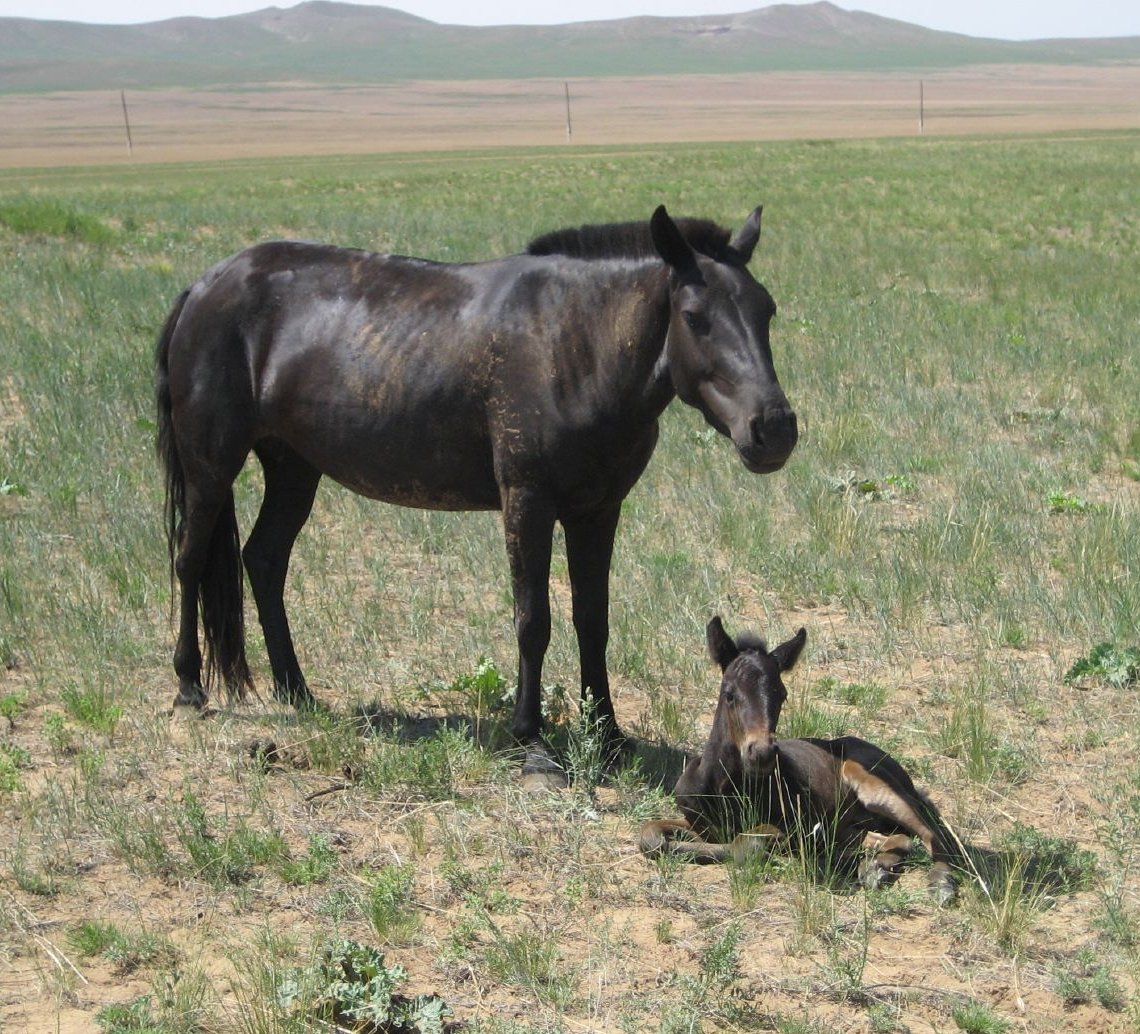
Le cheval mongol ressemble physiquement au camarguais.

L'origine asiatique du cheval Camargue est fréquemment invoquée. Elle se base sur la ressemblance morphologique entre les chevaux asiatiques, comme le cheval mongol ou « coursier des steppes », et le cheval Camargue. Sans preuve historique, cette thèse s'appuie sur une particularité anatomique, la présence d'une sixième vertèbre lombaire qui rapproche le Camargue du Tarpan et du cheval de Przewalski. Plusieurs auteurs s'appuient sur les points communs entre les rudes steppes et les paluns, et sur la mention des Phéniciens qui auraient importé des chevaux mongols depuis les côtes de Syrie, pour les introduire sur leurs différents comptoirs méditerranéens,. Le marquis Folco de Baroncelli-Javon (1869-1943), éleveur et manadier camarguais, voit chez ses chevaux une ascendance mongole depuis les hordes qui envahirent la Gaule vers l'an 450. Jocelyne Bonnet cite enfin la théorie d'une origine germanique, les Germains ayant envahi l'Empire romain. L'origine germanique n'est pas vraisemblable. Durant l'Antiquité et avant les mentions de présence de chevaux vers 330, les peuples germaniques utilisent peu cet animal,. Ces théories, vues comme des mythes identitaires, sont remises en cause par plusieurs historiens. Des croisements ont pu se produire, mais le cheval mongol ne peut être l'ancêtre exclusif de la race camarguaise.

#### Théorie des invasions arabes duVIIIesiècle
L'étudiant vétérinaire F.-J. Delay publie en 1875 une thèse dans laquelle il affirme que les Sarrasins ont abandonné derrière eux des chevaux qui ont formé la souche de la race camarguaise, après leurs invasions du sud de la France au VIIIe siècle. En 1890, le vétérinaire Pader, qui exerce dans un régiment de hussards, met en exergue les ressemblances du Camargue avec les chevaux orientaux et cette théorie sur leur origine. Des croisements se sont bien produits entre la race Camargue et les chevaux africains à l'époque des invasions maures, mais la présence de ces animaux dans les marais de Camargue est antérieure au VIIIe siècle. De plus, l'apparition de cette théorie coïncide avec une idée de l'époque, selon laquelle « le cheval le plus parfait est l'arabe ».

#### Hypothèses obsolètes de l'origine autochtone préhistorique (Solutré, Przewalski)
Une très vaste étude de Librado et al. publiée dans la revue Nature en 2021 attribue l'origine de tous les chevaux domestiques du monde dans la steppe pontique, vers - 2 000 av. J. C.. La race Camargue ne peut donc pas avoir d'origines préhistoriques.
Eugène Gayot y a vu une race indigène des marais de Camargue,. De nombreux auteurs le comparent aux peintures de la grotte de Lascaux et remarquent des caractéristiques primitives,. La paléontologue française Vera Eisenmann estime que cette race pourrait être « une relique de chevaux sauvages préhistoriques ».
L'unique témoignage archéologique en faveur de cette hypothèse désormais obsolète, et le plus ancien, est la découverte par le professeur Nicolas d'un squelette sur la rive droite du Rhône, à deux kilomètres en amont d'Arles. Entouré de silex en forme de couteaux, il remonte à l'âge de la pierre taillée,. En 1874, le professeur Toussaint étudie le cheval de Solutré et rédige un Traité sur le cheval dans la station préhistorique de Solutré. Il mentionne de nettes similitudes avec le cheval camarguais. Le squelette de cheval découvert en 1875 près d'Arles est analysé comme « de forme solutréenne », et montré au muséum de Lyon. Par la suite, des études scientifiques font du cheval Camargue un descendant direct du solutréen. Bon nombre d'ouvrages de vulgarisations reprennent cette hypothèse,,,, pourtant scientifiquement obsolète. La fiche officielle des haras nationaux consacrée à la race affirme que ce cheval vivait il y a 20 000 ans dans le bassin de la Saône, et aurait longé la vallée du Rhône pour s'installer dans les étendues de Camargue il y a 10 000 ans, en suivant le retrait de la mer qui envahissait le Mâconnais et le transformait en pays marécageux identique à celui de l'actuel delta du Rhône. Rien ne prouve une migration de chevaux depuis le site de Solutré vers la Camargue.
Gérard Gadiot, ancien secrétaire de la confrérie des gardians, voit lui aussi dans le cheval Camargue le descendant direct des chevaux du Quaternaire, qui auraient peuplé la Gaule primitive et se seraient repliés dans des régions plus inhospitalières tandis que les hommes colonisaient les territoires fertiles. Selon Charles Naudot, « Lou Camarguen », le Camargue aurait suivi la mer dans sa régression vers le delta du Rhône.
Eugène Gayot nie les influences arabe et berbère sur la race, la physionomie orientale et les qualités de ce cheval sont pour lui dues aux influences du climat, du sol, et aux propriétés alimentaires des plantes. Dans son étude zootechnique, en 1861, il note que « la race Camargue se distingue, au physique, par je ne sais quel air étranger, sinon oriental, du moins tartare, cosaque, celui, au surplus, qu'on remarque chez tous les animaux de l'espèce chevaline vivant à l'état sauvage, ce qui prouve que le même traitement, le même régime, les mêmes habitudes, doivent produire, à peu de chose près, les mêmes formes, les mêmes qualités et les mêmes défauts chez le cheval, bien qu'il vive dans des contrées éloignées les unes des autres, et sous des latitudes différentes ». Pierre Joignaux ajoute que le cheval de Camargue a un « air sauvage », et rejoint cet avis, tout comme René Musset qui insiste sur l'influence du climat et du sol.
Certains auteurs font aussi du camarguais un descendant du cheval de Przewalski, une filiation invalidée par les études génétiques.

### De l'Antiquité auXIIesiècle

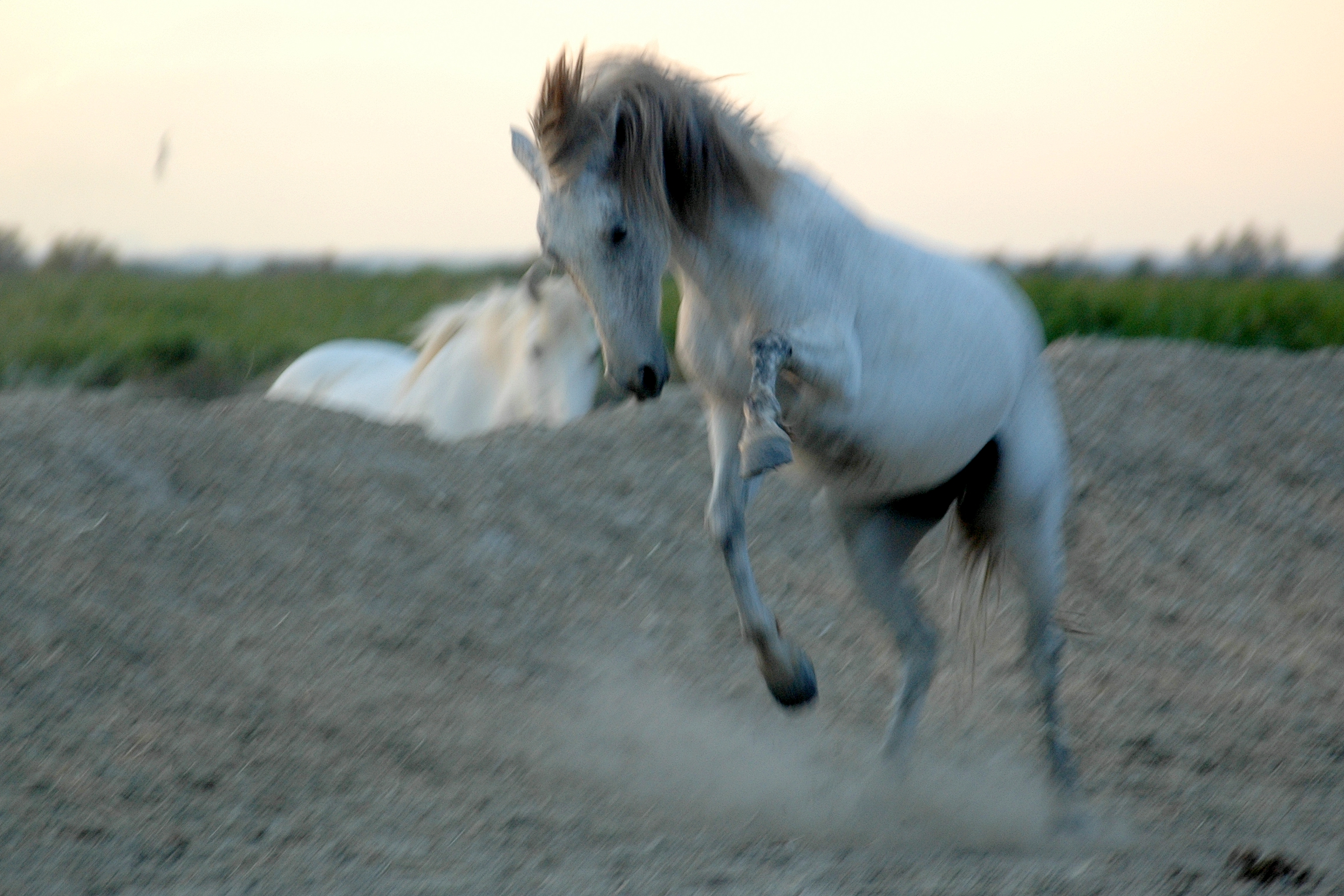
Des chevaux sauvages sont mentionnés en Camargue au moins depuis l'époque romaine.

Le cheval camarguais est probablement autochtone, mais l'époque de sa domestication reste mal connue. Celle-ci pourrait ne pas avoir été effectuée spontanément sur place, mais empruntée à d'autres civilisations. D'après un récit local invérifiable, les marins phéniciens mentionnent des chevaux dans le delta du Rhône lorsqu'ils le colonisent. Une légende attribue la création des premiers haras de la Camargue aux Phocéens, les fondateurs de Marseille. Jules César rapporte qu'il est lui-même séduit par la qualité des chevaux « gaulois », bien qu'ils soient « petits et laids », sans donner de précisions géographiques. Certains passages des textes d'Horace et d'Apulée mentionnent également, pour l'un des chevaux blancs en Afrique ; pour le second des chevaux gaulois, mais ils ne permettent pas d'identifier une provenance avec certitude.
En 339, un certain Bassus aurait possédé à Arles d'importants haras. Sa correspondance avec le préfet de Rome, Quintus Aurelius Symmaque, évoque la présence de chevaux fins et racés dans le delta du Rhône,. Le cheval Camargue est à nouveau mentionné vers 350 dans les chroniques romaines, certains consuls de Gaule en font une descriptions assez précise pour l'avoir rencontré sur les bords du fleuve en remontant de la mer vers Arles. Un peu plus tard, des légions romaines l'utilisent comme cheval de bât dans un premier temps, puis comme cheval de guerre. Cette utilisation a pu perdurer avant l'époque des « grands destriers », au XIIe siècle.

### DuXIIeauXVIIesiècle

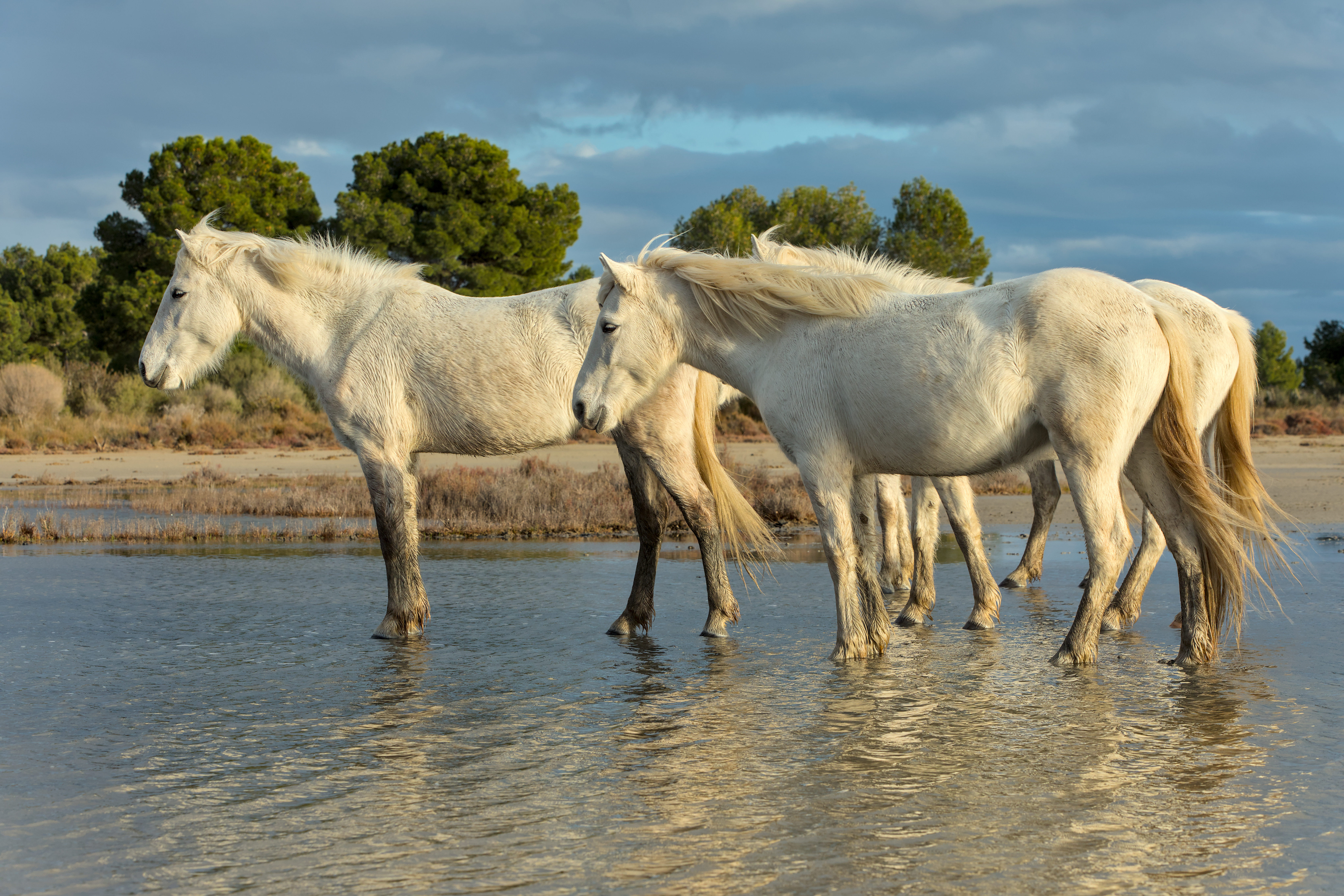
Chevaux de Camargue à Saint-Laurent-d'Aigouze.

Les témoignages sont rares à cette époque. Le cheval est associé aux gens de la terre, les érudits préfèrent écrire pour les ecclésiastiques. La connaissance du cheval s'est surtout transmise oralement, et beaucoup perdue. La race se développe autour d'Arles. Dès le XIIe siècle, le petit cheval de Camargue est réquisitionné car les habitants d'Arles vendent 300 animaux à Raimond Bérenger, le comte de Provence, afin qu'il puisse remonter sa cavalerie pour guerroyer dans le Midi.
Au XIIIe siècle est évoqué le travail des gardians dans le pays d'Arles. On suppose qu'au XVe siècle, les nobles arlésiens sont des cavaliers s'occupant du bétail avec leurs chevaux. La confrérie des gardians est fondée officiellement en 1512.
Quiquéran de Beaujeu, évêque de Senez, écrit un livre intitulé Les Fleurs de la Camargue en 1551. Il y décrit une ferrade et dit que les métayers font castrer leurs poulains de bonne heure, ne gardant que les plus belles juments pour fouler les grains. Il assure qu'à cette époque, on compte dans l'île « seulement 4 000 juments portières et 16 000 bœufs », puis parle des qualités des chevaux, :

« Il s'en trouve parmi les nôtres, lesquels avec toute leur mauvaise mine, sont pourtant légers, si prompts et ont tant de fougue et de courage et sont de si longue haleine qu'à force de travailler, ils font quasi périr, ceux qui les montent !… C'est une erreur populaire d'estimer nos chevaux de moindre valeur… peu sujets à maladies, ils se soignent avec moins de perte et de frais »

— Quiquéran de Beaujeu, Les Fleurs de la Camargue
En 1571, Lantelme de Romieu parle également des gardians et du marquage des animaux. Le roi Louis XIII conduit les premiers essais afin de transformer le camarguais en monture de guerre. Il introduit de grands étalons dits « améliorateurs » dans les marais, surtout destinés à donner naissance à des poulains de plus grande taille. Ces chevaux issus d'élevages de Normandie et du Limousin, inadaptés à la vie sauvage dans la région marécageuse et à son climat, y dépérissent.
En 1660, le duc de Newcastle rapporte une arnaque populaire chez les éleveurs du Midi, qui achètent des chevaux barbes âgés de deux, trois et quatre ans aux foires de Frontignan, Arles, Marseille et Saint-Gilles-du-Gard, et les mélangent ensuite avec les poulains de leur propre haras. Ils vendent ensuite indistinctement tous les jeunes poulains comme des chevaux nés en Afrique, « tant la ressemblance physique et morale est frappante entre eux »,. En 1665, Colbert, alors surintendant, achète des étalons d'origine africaine pour « améliorer » la race camarguaise afin qu'elle serve à la remonte de la cavalerie française. Cet essai ne donne aucun résultat durable. En 1690, la selle gardiane, indissociable du cheval camarguais, est mentionnée pour la première fois. À la fin du XVIIe siècle, sous Louis XIV, une petite troupe de calvinistes (les camisards protestants des Cévennes), dirigée par Jean Laporte emprunte 200 chevaux Camargue parmi les plus beaux pour monter sa cavalerie. Grâce à la résistance, l'agilité et la robustesse des montures, cette petite cavalerie aurait résisté longtemps dans les Cévennes.

### AuXVIIIesiècle

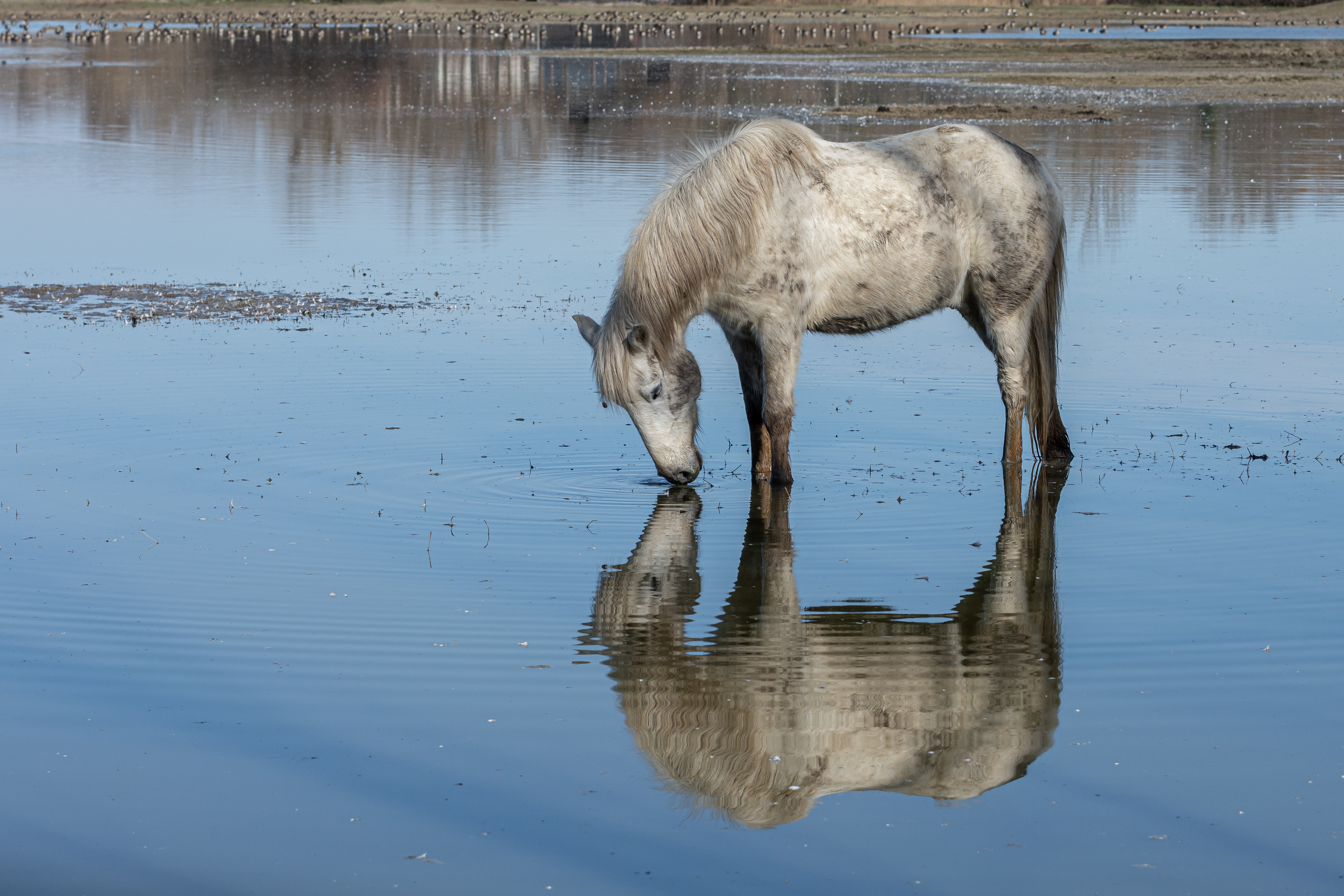
Le cheval de Camargue résiste à toutes les tentatives de croisements dits améliorateurs.

La race est très locale, à tel point qu'une loi de l'Ancien Régime interdit de faire sortir les chevaux du territoire d'Arles sous quelque prétexte que ce soit. Les Arlésiens qui possèdent des propriétés hors des limites du territoire et qui veulent y conduire leurs chevaux sont obligés de prêter serment entre les mains des consuls, que non seulement ils ramèneront près d'Arles le nombre de chevaux qu'ils laissent sortir, mais aussi qu'ils ne les emploieront qu'au foulage de leurs propres grains. S'ils sont pris à avoir prêté leurs chevaux pour fouler des grains d'étrangers, ils sont condamnés à une amende de 50 sols.
Selon René Musset, les chevaux Camargue sont très peu employés au XVIIIe siècle. Leur principale fonction historique est le dépiquage des grains, ces chevaux sont du reste aptes à être montés. Quelques-uns sont employés au trait ou au bât, à porter des fardeaux. Les chevaux réformés pour vieillesse ou défaut d'activité sont destinés au labour, lorsque la terre est souple et maniable. Les paysans achètent ces chevaux réformés à bas prix dans les foires, et les emploient à transporter leurs outils et leurs vivres dans les campagnes, avant de ramener chez eux leur cheval chargé de bois de chauffage. Ils le montent quelquefois, lorsque la charge n'est pas trop forte. Le peu d'habitations en Camargue, l'éloignement des villages et des hameaux, la nature du sol, impraticable pour les charrettes, rendent le cheval indispensable. Desportes, créateur d'un haras, affirme que les chevaux Camargue peuvent travailler jusqu'à l'âge de trente ans après avoir été mis au travail à 2 ans.
En 1729, les premiers dépôts d'étalons sont établis dans la région mais deux propositions de créations de haras, en 1734 et 1739, n'aboutissent pas. En 1737 et 1738, on compte au dépôt du territoire d'Arles trente-deux étalons royaux approuvés dont vingt-quatre de race Camargue, un andalou, trois espagnols, un danois, deux barbes et un arabe. Ces étalons servent à la reproduction avec les juments recensées dans le delta et ses environs. La tentative de croisement ne donne aucun résultat et les fonds finissent par manquer. Sous Louis XV, les manades du Delta prennent une grande extension.
En 1752, le marquis de Voyer d'Argenson, inspecteur général des haras de France, charge Desportes, un ancien capitaine de cavalerie, de diriger des essais sur la race Camargue. En 1755, trois étalons barbes sont choisis avec une jument limousine, une normande et quelques juments camarguaises, plus tard des étalons de sang arabe y sont employés. En 1765, la ville d'Arles se joint au projet et l'établissement obtient un financement considérable. L'historien Huzard ajoute que « ce haras fournit des chevaux assez distingués par leurs formes et par leur beauté pour être placés dans l'écurie du roi »,, il lui prête même la formation de la race Camargue. Cette information est à nuancer puisque l'historien Bourgelat, qui écrit en 1768, ne mentionne pas la race. Cet oubli serait inexplicable si les résultats de ce haras sont aussi notables.
Les administrateurs des haras remarquent « la sobriété, la légèreté et la vitesse des chevaux de Camargue, leur aptitude à traverser de grands espaces de terrains fangeux, ou entièrement inondés, la facilité avec laquelle ils supportent la mauvaise nourriture, la rigueur des saisons, la froideur des nuits et le défaut d'abri », et souhaitent ardemment le rendre propre à la guerre « où il serait susceptible d'un service extraordinaire », ainsi qu'à la chasse et à la course. Le cheval camarguais est réputé pouvoir « faire 100 kilomètres tout d'une haleine dès le premier jour où l'on cherche à monter dessus ». Des étalons de sang oriental et des Pur-sangs sont mis à disposition des éleveurs camarguais, et l'administration des haras estime « les produits de ceux-là toujours supérieurs à ceux de l'étalon indigène appelé grignon ». Ils proposent aux fermiers de réformer leurs grignons, et de les remplacer gratuitement par des chevaux barbes : ils refusent tous. Ils tentent des croisements, notamment avec l'Arabe, l'Anglo-arabe, le Pur-sang et le postier, sans résultats. L'échec des croisements s'explique par le fait que les poulains du grignon résistent mieux à l'hiver et à la vie sauvage que ceux d'un cheval habitué à recevoir des soins constants et une nourriture abondante.

### 1789-1850

#### La Révolution et le Premier Empire
La Révolution française bouleverse bien des choses mais le nombre de chevaux en Camargue ne semble pas avoir fortement diminué. Le tableau des étalons officiels de l'ancienne administration des haras ne mentionne pas le nombre de reproducteurs lors de la suppression de ceux-ci, en 1790. Cela s'explique peut-être par le fait que tous les animaux « appartiennent au roi » et vivent complètement libres à l'état semi-sauvage. En 1793 et 1794, les autorités réquisitionnent tous les chevaux disponibles sur le territoire français, dont les meilleurs étalons de la race camarguaise. En 1806, des croisements sont à nouveau souhaités pour faire du camarguais un cheval de guerre, et Napoléon Ier fait réorganiser les haras de Provence en y introduisant des étalons « améliorateurs » de provenances diverses. Le sang de base utilisé pour la reproduction est alors de race Camargue. En 1807, les armées de Napoléon font réquisitionner le plus grand nombre possible de chevaux dans la région.
Les réquisitions entraînent une « dégénérescence » de la race car l'intérêt des propriétaires et des fermiers est de se défaire des chevaux et des juments de valeur pour les remplacer par des animaux qu'ils ne craignent pas de voir réquisitionnés. De plus, des inondations en 1789 et 1791 occasionnent des épizooties et des maladies qui altérent la vigueur d'un grand nombre de juments. La destruction de pâturages par les défrichements et leur dessèchement par défaut d'ombrage depuis l'abattage des bois est une autre cause de déclin de la race. La race camarguaise perd certains sujets parmi ses plus beaux. Dès 1806, une courte notice publiée par M. Poitevin signale l'extinction des chevaux camarguais comme inévitable et prochaine : « Une circonstance nouvelle fait présager qu'avant peu il n'existera plus de chevaux camargues : car le cylindre propre à fouler les grains, étant une fois introduit, les rendra inutiles, puisqu'ils ne servent qu'à cet usage, et que, le motif qui les a fait perpétuer cessant, on en laissera éteindre la race ».

#### État des manades

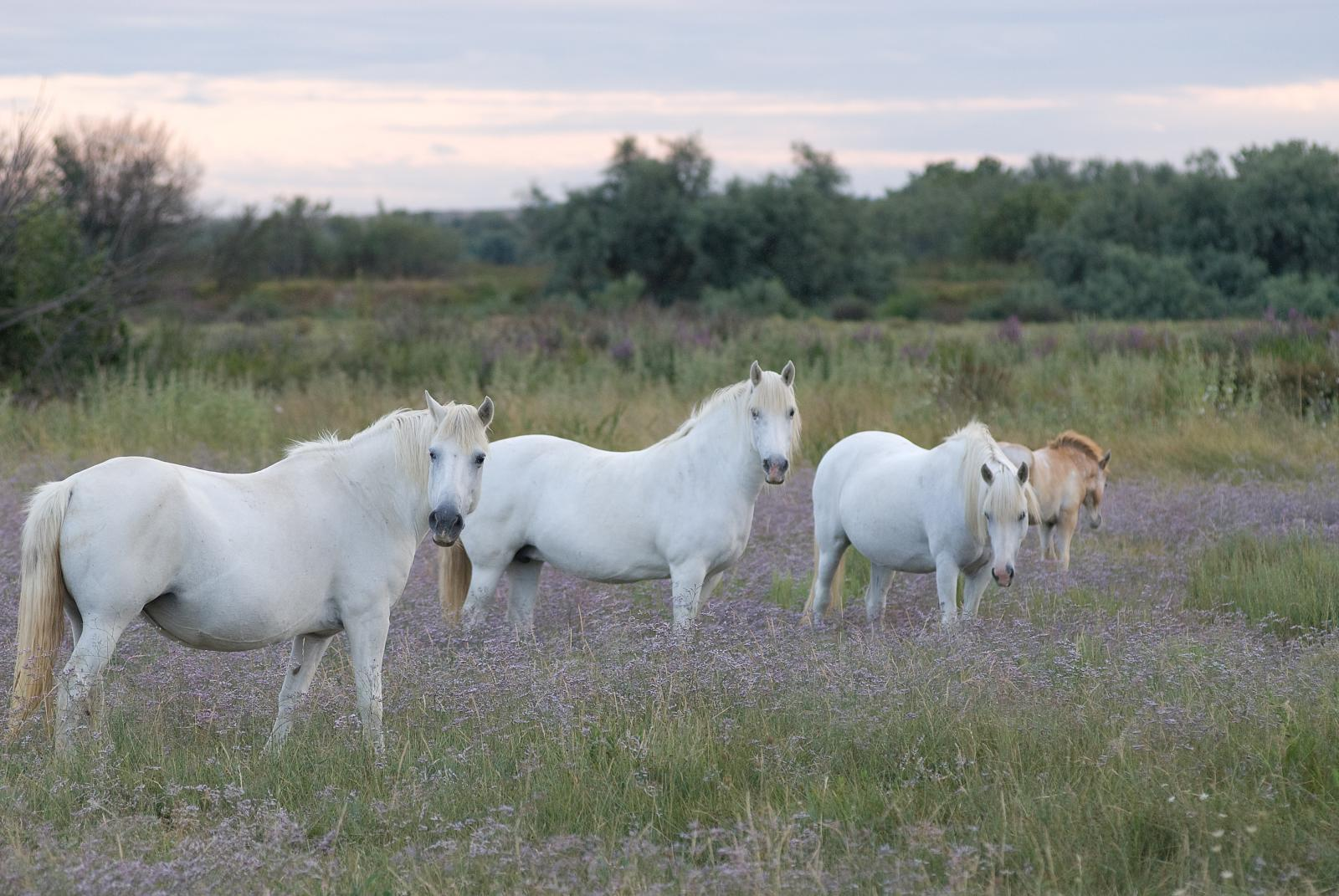
Lorsqu'ils ne sont pas utilisés pour le dépiquage ou le travail du bétail, les chevaux camarguais vivent en liberté.

Au début du XIXe siècle, plusieurs gardians gardent pour leur propre compte un petit troupeau de 20 à 50 chevaux pour l'entretien desquels ils louent des portions d'herbages dans des pâturages communs. Chaque propriétaire entretient un plus ou moins grand nombre de chevaux, selon l'étendue des terrains et des marécages qu'il possède. Les fermiers avec des manades plus nombreuses que leur terrain ne le permet les envoient dans des pâturages communaux, où ils payent environ 6 francs par bête pour tout l'hivernage, et vont les chercher lorsqu'ils ont besoin de s'en servir. 3 511 chevaux sont alors recensés dans la région. Certaines juments camarguaises ont été saillies par des ânes pour donner naissance à des mulets utilisés à divers travaux agricoles. En 1847, M. Lacroix donne le chiffre de 1 900 chevaux de Camargue dans la région, et 1 000 bœufs. Le sous-préfet du département d'Arles estime à trois ou quatre mille têtes la population chevaline de « l'île de la Camargue ».

##### Élevage et dressage
L'éducation des chevaux de Camargue n'étant pas une priorité, la reproduction de la race laissée aux hasards de la nature. Les propriétaires sont accusés par l'administration des haras nationaux de « multiplier le nombre des produits sans s'inquiéter de la qualité ». Tous les étalons de la race Camargue portent alors le nom local de grignons. Les poulains sevrés sont abandonnés avec d'autres juments, quelques propriétaires laissent leurs poulains saillir des juments avant l'âge de deux ans. Des juments allaitantes sont aussi parfois saillies. Il n'est pas d'usage de castrer les poulains mais l'opération s'effectue quelquefois avant l'âge de deux ans. Le plus grand nombre des chevaux camarguais n'est destiné qu'au foulage des grains, et pas dressé. Ceux qui sont choisis pour l'équitation ou la vente sont séparés du troupeau à l'âge de trois ans, nourris par l'homme, exercés quelque temps, et vendus aux foires des environs. Les chevaux camarguais sont alors réputés fort dociles et pleins de feu, mais en même temps difficiles a dompter.

##### Maladies et soins
Les chevaux Camargue ont la réputation d'être très résistants à la gourme, affection commune chez les chevaux de tous les pays. On présume qu'ils sont préservés de cette maladie par leur manière de vivre. Ils sont par contre sujets aux maladies « vermineuses » en raison d'un manque de soins. Les maladies des chevaux et les épizooties sont néanmoins plus rares dans le territoire d'Arles que dans la plupart des autres régions de France. Les fermiers n'y prêtent guère d'attention, et laissent le plus souvent leur animal dans la nature pour qu'il guérisse seul. Bien des chevaux périssent sans doute faute de soins. Selon un rapport en 1839, chaque année, entre le début de l'hiver et la fin du printemps, le vingtième des chevaux camarguais meurt de faim ou des suites d'intempéries.

### La«manade modèle»
En 1837, une « manade modèle » est créée par l'administration des haras. On sélectionne les plus beaux spécimens de la race camarguaise. Elle est confiée à cette même administration qui désire fournir « des étalons utiles à une bonne reproduction ». Elle entretient un petit troupeau de juments en lui donnant l'abri d'une cabane en roseau durant les intempéries et un supplément de nourriture composé de roseau et de paille, pendant les quatre mois d'hiver. Les poulains sont traités de la même manière, mais on ajoute à leur ration un litre ou un litre et demi d'avoine par jour. Cette variation dans le régime alimentaire donne des « améliorations physiques » chez les poulains qui acquièrent « une plus-value relativement considérable ». Ces chevaux sont admirés et recherchés « avec d'autant plus d'empressement qu'ils sont façonnés au travail, car ils partagent avec les mères toutes les exigences de l'exploitation d'une ferme ». La réussite de la manade modèle aurait reconnue, mais aucun éleveur camarguais ne suit « les efforts » pour faire de même. L'administration des haras assure qu'« en adoptant la méthode facile et si peu coûteuse de la manade modèle, on élevait sans grands sacrifices le cheval Camargue à la hauteur des exigences de la cavalerie légère, on le transformait en produit utile, et l'on sauvait sa race d'une ruine assurée et prochaine. Rien n'a pu stimuler l'action privée : rien, pas même la certitude du bénéfice. Il a fallu supprimer ce petit établissement formé en Camargue. »
En 1847, M. Lacroix pense que les chevaux issus des manades ne trouveront pas dans les travaux du dépiquage, un emploi suffisant, et que certains camarguais sont exportés. Un cheval dépiqueur camarguais coûte alors de 20 à 23 anciens francs par an à son propriétaire, mais il lui fait gagner dans le même temps de 60 à 80 francs.

### 1850-1900
Cette période correspond à l'amorce d'un déclin de plus d'un siècle dans la population de chevaux Camargue, Eugène Gayot remarquant dès 1850 que les manades sont moins nombreuses qu'auparavant. En 1890, la population est estimée à 3000 têtes. En 1905, elle a diminué de moitié puisqu'il ne reste que 15 manades.
Au milieu du XIXe siècle, les différentes races chevalines françaises sont tant modifiées par croisements (en particulier avec le Pur-sang) pour la guerre ou l'agriculture que « la race Camargue et la lorraine sont les derniers représentants de l'espèce légère d'autrefois ». En 1861, le cheval de Camargue est :

« […] petit, sa taille varie peu et il mesure de 1,32 m à 1,34 m ; il a toujours la robe gris blanc. Quoique grosse et parfois busquée, sa tête est généralement carrée et bien attachée ; les oreilles sont courtes et écartées ; l'œil est vif, à fleur de tête ; l'encolure droite, grêle, parfois renversée ; l'épaule est droite et courte, mais le garrot ne manque pas d'élévation ; le dos est saillant ; le rein est large, mais long et mal attaché ; la croupe est courte, avalée, souvent tranchante comme chez le mulet ; les cuisses sont maigres ; les jarrets sont étroits et clos, mais épais et forts ; les extrémités sont sèches, mais trop minces ; l'articulation du genou est faible et le tendon est failli ; les pâturons sont courts ; le pied est très sur et de bonne nature, mais large et quelquefois un peu plat. Le cheval Camargue est agile, sobre, vif, courageux, capable de résister aux longues abstinences comme aux intempéries »

— Eugène Nicolas Gayot, La connaissance générale du cheval: études de zootechnie pratique.
D'autres auteurs mentionnent « ce cheval à la peau rude, au poil long pendant huit mois de l'année, et à la crinière épaisse ». André Sanson s'oppose aux croisements et préconise l'amélioration de la race en utilisant « les ressources de la localité », en 1867. À la même époque, Eugène Gayot estime que la disparition du dépiquage, l'assèchement des marais de Camargue et la récolte des céréales qui font disparaître le roseau, principale source alimentaire des chevaux, vont provoquer sous peu l'extinction de ceux-ci. Les manades camarguaises sont composées de 20 à 100 chevaux, juments et poulains de tous les âges. Chacune d'elles a son propre gardian qui la surveille à cheval, et dont l'habileté est déjà louée :

« Les gardians ne manquent pas d'un certain art, de ce qu'on peut appeler la science pratique du cheval. Nés et élevés au milieu des troupeaux, ils en connaissent les mœurs, et montrent une dextérité toute particulière quand il s'agit d'approcher et de saisir un sujet désigné dans la troupe indomptée. Ils exercent sur lui une sorte de magnétisme qui attire et maîtrise les plus rebelles. Et pratiquent une équitation instinctive pleine de puissance et d'audace, dont le mérite et la solidité ressortent dans les courses ardentes, échevelées de la ferrade. (…) Ils sont doux, patients, expérimentés, remplis de tact, et viennent aisément à bout des plus farouches. On est étonné de la facilité avec laquelle ils s'en approchent, de la précision avec laquelle ils lancent au cou la corde, sans jamais faire une fausse manœuvre ni se tromper. C'est bien le cheval à prendre qui est pris. Celui-ci, inquiet comme s'il était en péril, se précipite et fuit. Le gardien se laisse d'abord entraîner, puis il gagne du terrain en forçant le fuyard à ralentir la rapidité de sa course, inspire confiance, se rapproche insensiblement, arrive jusqu'à la tête et domine bientôt l'animal, qu'il ramène en le caressant du regard, de la main et de la voix, après avoir disposé la corde en manière de caveçon sur le nez. C'est maintenant un esclave presque docile. (…) Le cheval Camargue ne reçoit aucune éducation. Toutefois, quand on s'en occupe, il montre bien plus d'indépendance que d'indocilité ; il a plus d'intelligence encore que de sauvagerie. Avec la douceur, on lui fait vite comprendre ce qu'on veut de lui ; la brutalité, au contraire, le révolte et l'exaspère. On en a la preuve toutes les fois qu'on essaye de le faire passer brutalement de la vie libre à la vie domestique. Il ne se soumet pas sans résistance au régime des coups de bâton qu'on lui inflige souvent pour lui faire accepter, sans préliminaire, ou des traits ou la selle »

— Eugène Nicolas Gayot, La connaissance générale du cheval: études de zootechnie pratique.

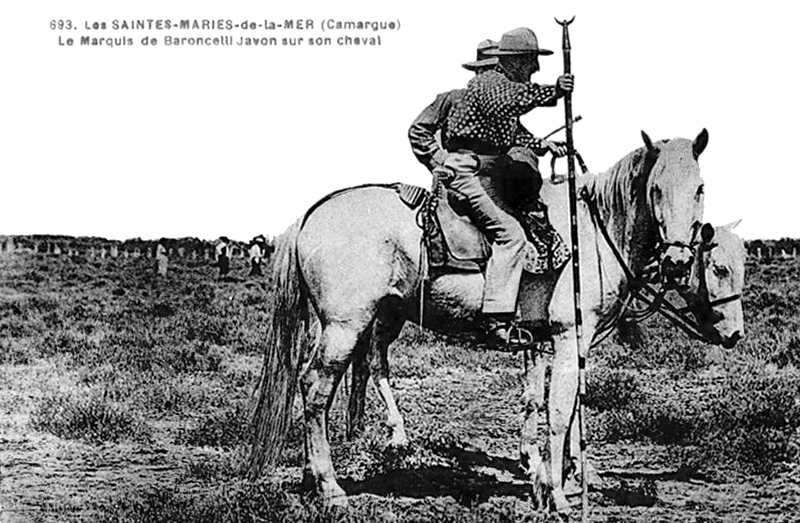
Le marquis de Baroncelli-Javon, ici en tenue de gardian sur son cheval camarguais, observe son troupeau dans sa manade aux Saintes-Maries-de-la-Mer, au début des années 1900.

Le cheval camarguais est parfois attelé à des jardinières campagnardes. En 1865, il figure comme bon porteur pour la percée du canal de Suez.

### DuXXesiècleà nos jours

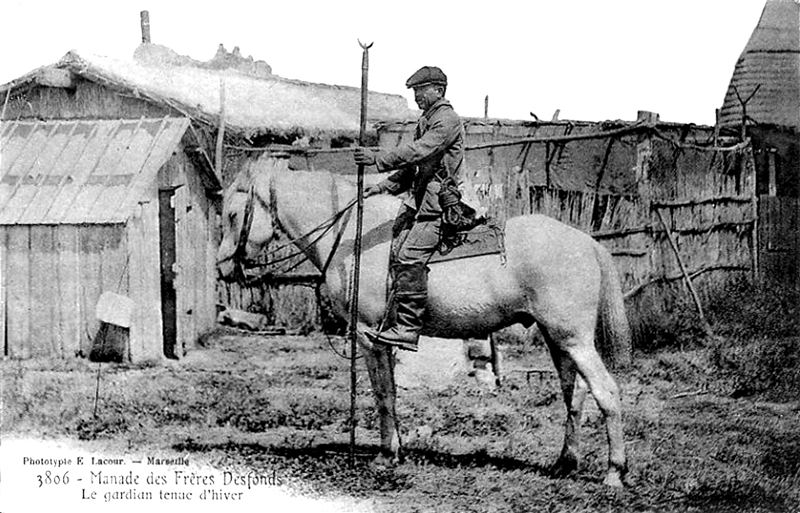
Gardian en tenue d'hiver et son cheval Camargue à la manade des frères Desfonds, au début du XXe siècle.

#### Déclin de la race et montée du régionalisme
Au début du XXe siècle, les travaux d'aménagement de la région camarguaise, comme le dessalement des « sansouires », terrains salés et sans végétation, l'irrigation avec les eaux du Rhône et la plantation de vignes portent préjudice à l'élevage du cheval,. De plus, l'agriculture dans les terres dessalées exige de puissants chevaux de trait, bien éloignés au modèle de ceux de Camargue, aussi les habitants importent des chevaux Bretons et des traits du Maine. Le mode de vie des chevaux Camargue passe de l'état totalement sauvage à l'état semi-sauvage, puisque les hommes doivent les nourrir pour qu'ils puissent subsister. À la même époque, Folco de Baroncelli-Javon, suivant les traces de Frédéric Mistral, agit pour la sauvegarde des valeurs camarguaises à travers, entre autres, la création de la Nacioun gardiano le 16 septembre 1909 (ou « Nation gardiane »), qui se donne pour objectif de défendre et de maintenir les traditions de la région, dont l'élevage du cheval fait partie.
En 1932, François J. Aubert, commandeur du Mérite agricole, écrit un ouvrage en forme de plaidoyer pour la sauvegarde de la race Camargue dont il reste peu de représentants, en signalant les nombreuses tentatives de croisements et l'importance de préserver cet animal emblématique de sa région. Vers 1950, la race manque disparaître, victime comme beaucoup d'autres du développement de la motorisation.

#### Développement touristique

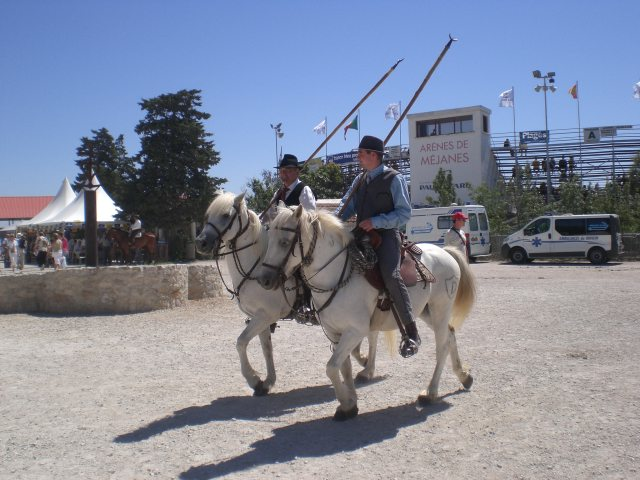
Gardians en tenue traditionnelle, montant des chevaux Camargue près des arènes de Méjane, en 2007.

Après 1953, le grand succès du film Crin-Blanc, entièrement filmé en Camargue, puis l'image de tradition et de liberté qui devient peu à peu indissociable de la région, provoquent un intérêt soudain pour le tourisme. Son développement est surprenant et sans précédent « car aucune région au monde, fût-ce l'eldorado ou Waterloo, n'a connu un engouement aussi total ». La Camargue est pourtant une région sur laquelle personne n'aurait misé pour le tourisme car « infestée de moustiques, couverte de boue, et tenue par une population autochtone au naturel sauvage », qui plus est venteuse et isolée, elle reste longtemps peu sûre médicalement. Malgré un certain rejet des habitants, les domaines de Camargue réorientent peu à peu leurs activités « vers le loisir de classe ». Le petit cheval Camargue regagne un intérêt économique évident, ce qui assure sa sauvegarde. Le tourisme relance l'élevage de ces chevaux, qui deviennent « l'outil de travail indispensable » à toutes les activités de randonnée équestre.
Le 17 mars 1978, un arrêté porte agrément au parc naturel régional de Camargue pour participer à la sélection du cheval. En 1995, une étude du tourisme de masse note que la région reçoit annuellement un million de visiteurs. La tradition gardiane est parfois galvaudée, la communication proche de la propagande. Les touristes sont attirés par la plage, la culture gardiane et l'observation de la nature. Selon C. Martin dans son ouvrage, L'Île de Camargue, « les manadiers sont passés de la ferrade-travail à la ferrade-spectacle ». Les manades à but touristique se sont multipliées. Les manadiers réglementent l'activité par la création d'un certificat d'aptitude à la direction de manades et une réorganisation des promenades équestres.
Le Camargue fait partie des races de chevaux dont les éleveurs peuvent bénéficier de la « Prime aux races menacées d'abandon » (PRME), mise en place en France en 1997, d'un montant de 100 à 150 € en 2004.

#### Scandales et catastrophes naturelles
Les conditions d'exploitation des chevaux randonneurs camarguais, dans les années 1970 et 1980, sont fréquemment dénoncées. Les centres de « promenades à cheval » dans les réserves de la région (comme près de l'étang de Vaccarès) présentent des conditions de sécurité, d'hygiène et de respect animal souvent insuffisantes,. Certains mas deviennent « de véritables usines à touristes ». Au fil des années, l'état des chevaux s'arrange. En 2012 et d'après Cheval Magazine, de gros progrès ont été réalisés mais on trouve encore des chevaux sellés, sanglés et bridés à longueur de journée, au mépris de la règlementation.
Si le cheval camarguais est résistant aux conditions climatiques extrêmes, les inondations, très fréquentes dans cette région marécageuse, mettent souvent les manades en péril. Des dizaines de chevaux et de taureaux peuvent mourir pendant la montée des eaux. Ainsi, au Mas de Rom dans les années 1990, l'ensemble des chevaux vit un sauvetage héroïque, tandis que l'élevage de Simon Casas périt entièrement.
En 1998, un manadier peu scrupuleux laisse de nombreux chevaux à l'abandon sur un terrain trop étroit pour qu'ils puissent se nourrir. Des associations de protection animale découvrent une dizaine d'animaux survivants parmi des cadavres, dont certains en état de décomposition avancée près de points d'eau. Un groupe de quarante chevaux camarguais stationnés dans le Berry fait l'objet d'une importante médiatisation fin mai 2010 quand, à la suite de la faillite de leur propriétaire, ils sont vendus aux enchères. Cette mise en lumière permet au troupeau d'échapper à la boucherie. Un éleveur de la région des Saintes-Maries-de-la-Mer a laissé mourir trois chevaux en 2012, et fait toujours partie de l'association des éleveurs de la race.

## Description

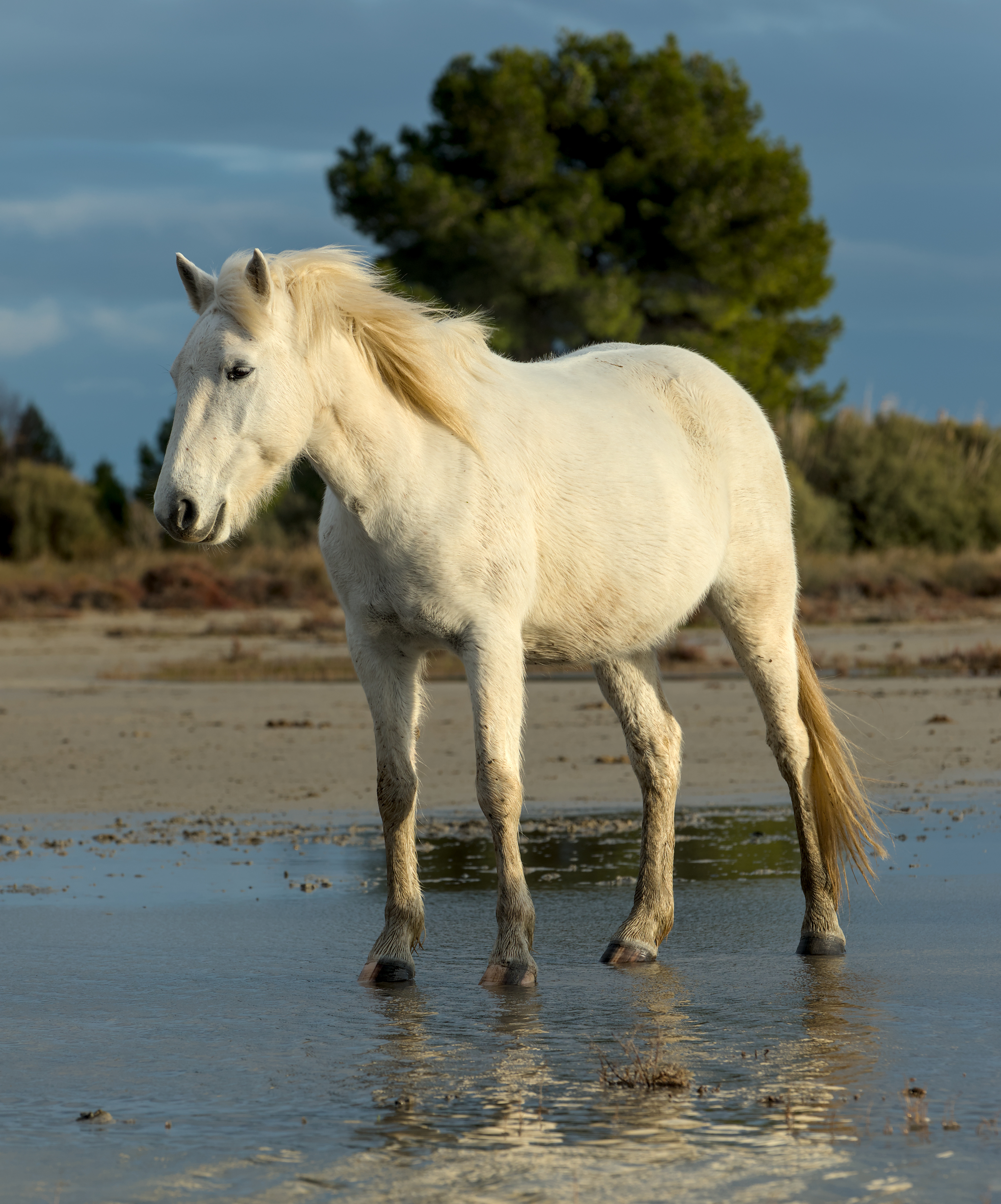
Cheval de Camargue à Saint-Laurent-d'Aigouze.

Le cheval de Camargue doit répondre à un standard morphologique et de robe pour pouvoir être inscrit et admis au sein du livre de la race (studbook) depuis l'ouverture de celui-ci, en 1978. Il atteint sa maturité assez tard, à l'âge de 5 ou 7 ans, mais sa longévité est exceptionnelle, de 25 ans environ. C'est d'ailleurs un cheval camarguais qui détient le record de longévité en France : L'Ours, propriété de Marius Coulomb, à La Roque-d'Anthéron dans les Bouches-du-Rhône, est mort le 6 avril 1993 à l'âge de 47 ans.

### Morphologie
Le cheval de Camargue doit « présenter toutes les caractéristiques d'un bon cheval de selle ». Sa silhouette rappelle fortement celle des chevaux primitifs, avec une influence du cheval barbe. Il est classé parmi les 23 plus belles races chevalines du monde d'après la revue Cheval pratique

#### Taille et poids
Depuis le 10 octobre 2002, le Camargue est classé parmi les « chevaux de sang ». Son studbook fait partie du livre généalogique des races françaises de chevaux de selle. Bien que sa taille dépasse très rarement 1,45 m et de ce fait, le fasse classer comme poney par la FEI, le Camargue est bien considéré comme un petit cheval et non comme un poney, du moins en France. Il toise de 1,35 m à 1,50 m au garrot, et pèse généralement de 300 à 500 kg en fonction du sexe et de la taille. La FAO relève une moyenne de 1,40 m pour un poids de 350 kg.

#### Tête
La tête rappelle celle des chevaux préhistoriques, avec un petit « air oriental ». Souvent lourde, carrée et expressive, elle présente un regard vif et des yeux à fleur de tête, en raison d'arcades sourcilières peu saillantes. Le chanfrein est rectiligne avec une partie nasale souvent effacée, un front plat et des ganaches bien marquées. Les oreilles sont petites, courtes, écartées et avec une base large. Le toupet est abondant.

Tête du Camargue
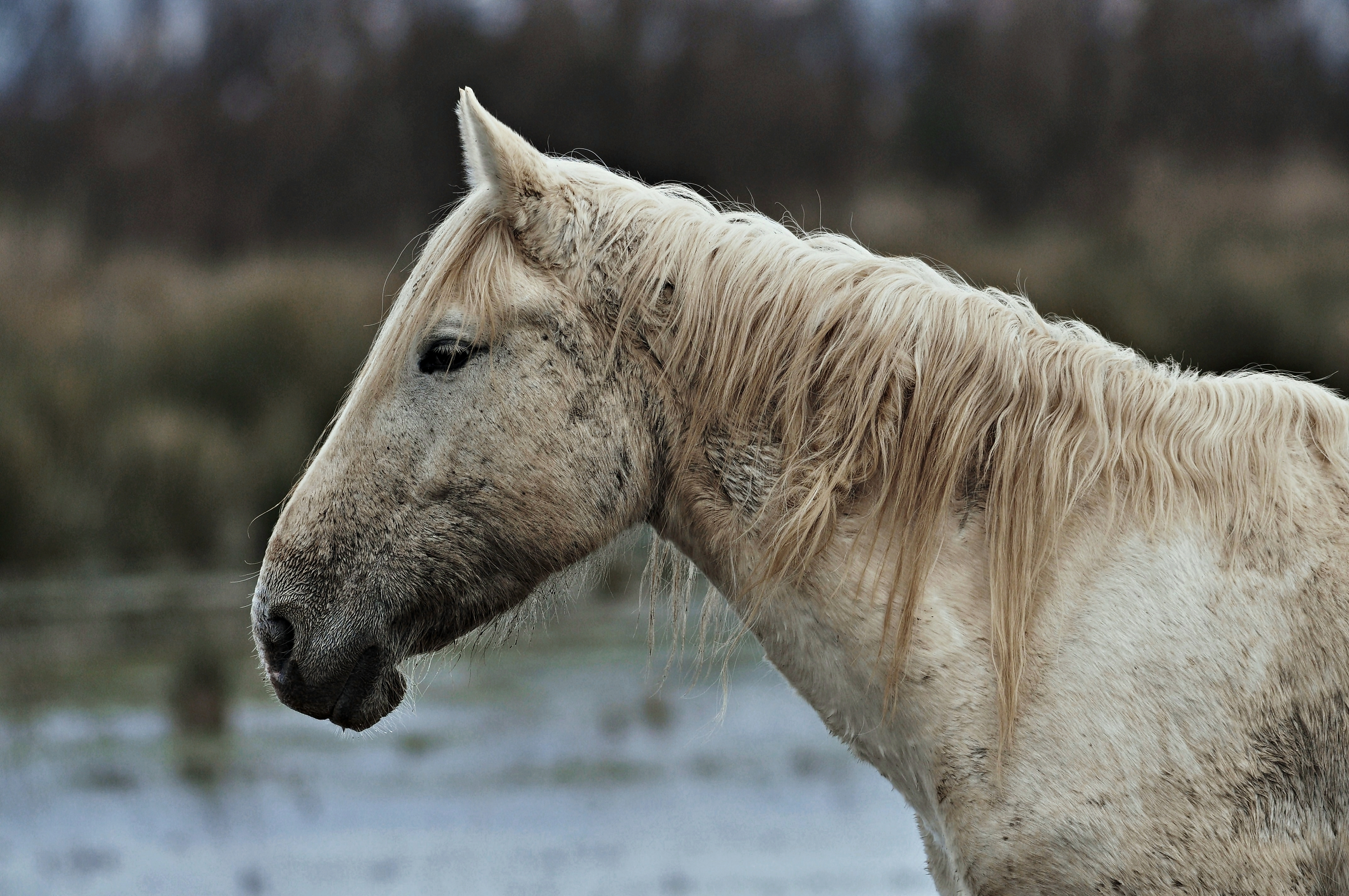
Vue de profil.
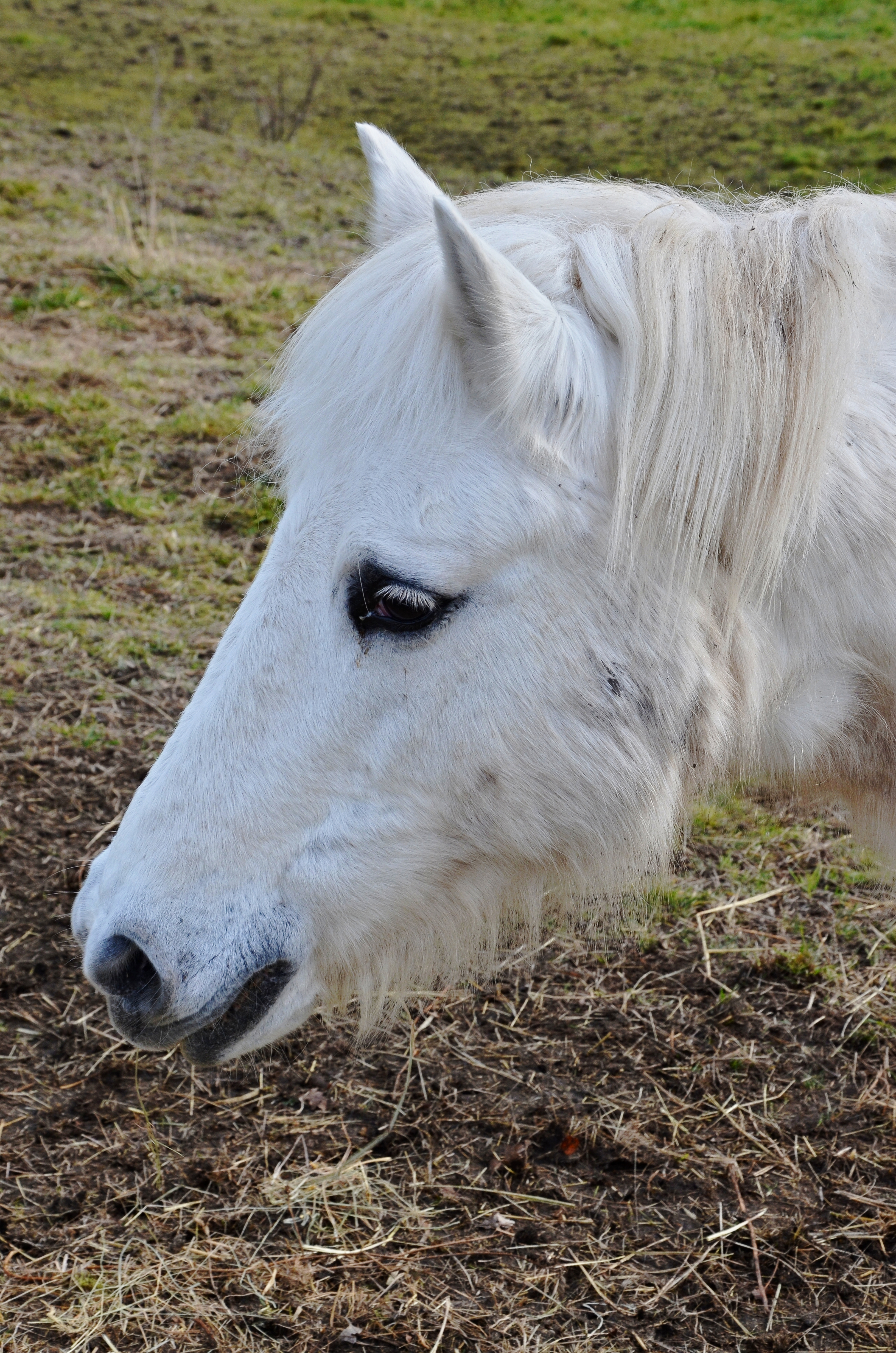
Vue de profil.
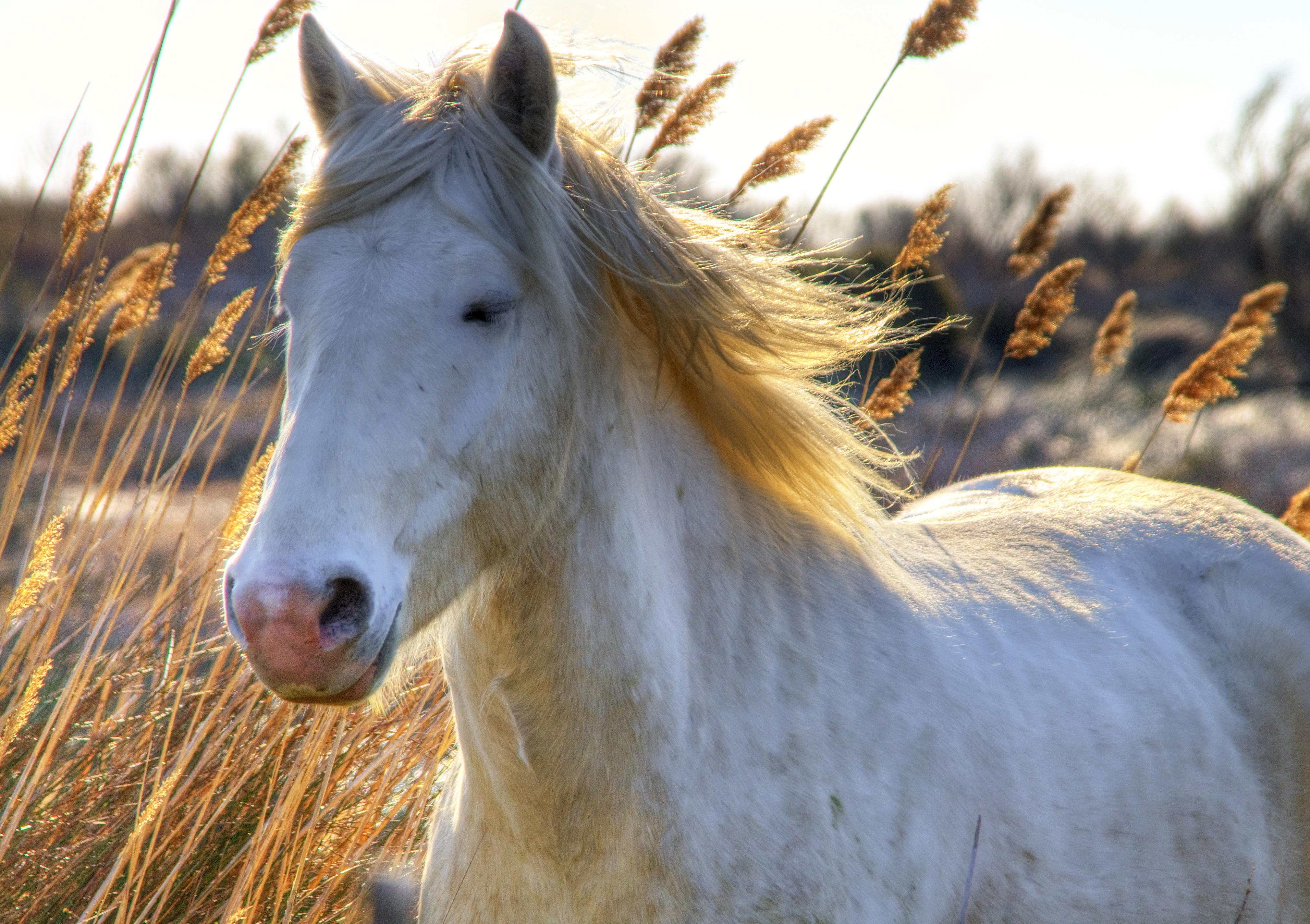
Vue de trois quarts.
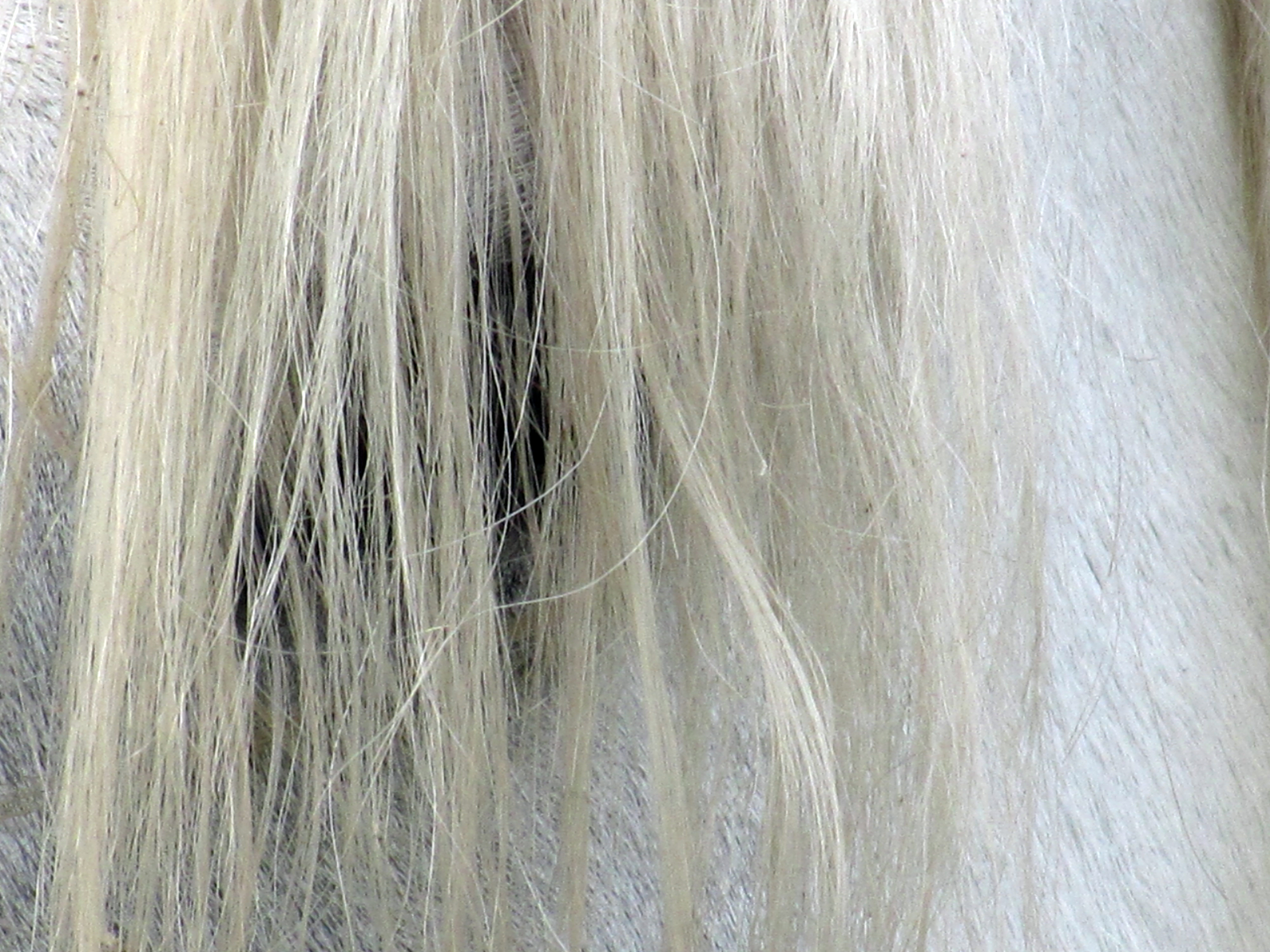
Détail sur le toupet au-dessus de l'œil.
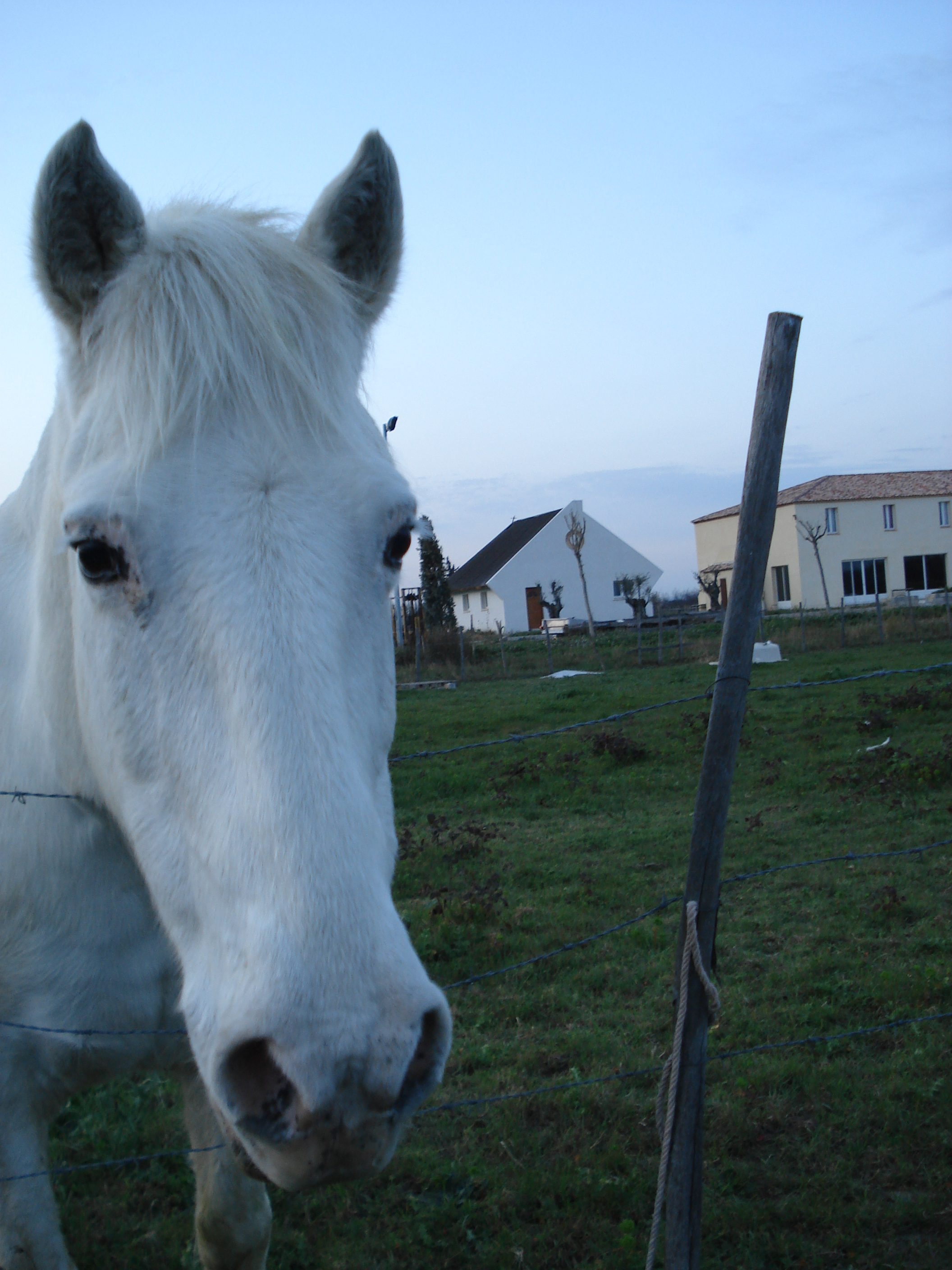
Ce cheval Camargue d'Aimargues a des oreilles courtes, écartées, et à la base large.

#### Avant-main, corps et arrière-main
De longueur moyenne, avec une base bien dirigée et bien attachée, l'encolure est harmonieuse et bien sortie. La crinière est souvent double, et toujours abondante. La poitrine est profonde et large, avec un thorax ample et des flancs assez développés. L'épaule, bien orientée, est puissante et musclée. Le garrot doit être marqué mais sans exagération. Le dos, moyennement long, doit être bien soutenu, avec un rein plutôt court, rectiligne et large, une croupe remplie et légèrement inclinée, une cuisse musclée et bien descendue, une queue fournie et attachée bas.

#### Membres
Le cheval Camargue possède des membres longs et bien proportionnés, fort et résistants, avec des articulations sèches, un genou et des jarrets larges. Son pied est particulièrement dur et résistant. Il a rarement besoin d'être ferré. Bien jointé, le pied est solide et portant, avec une surface développée, grande et large, adaptée à ses marais d'origine.

### Robe

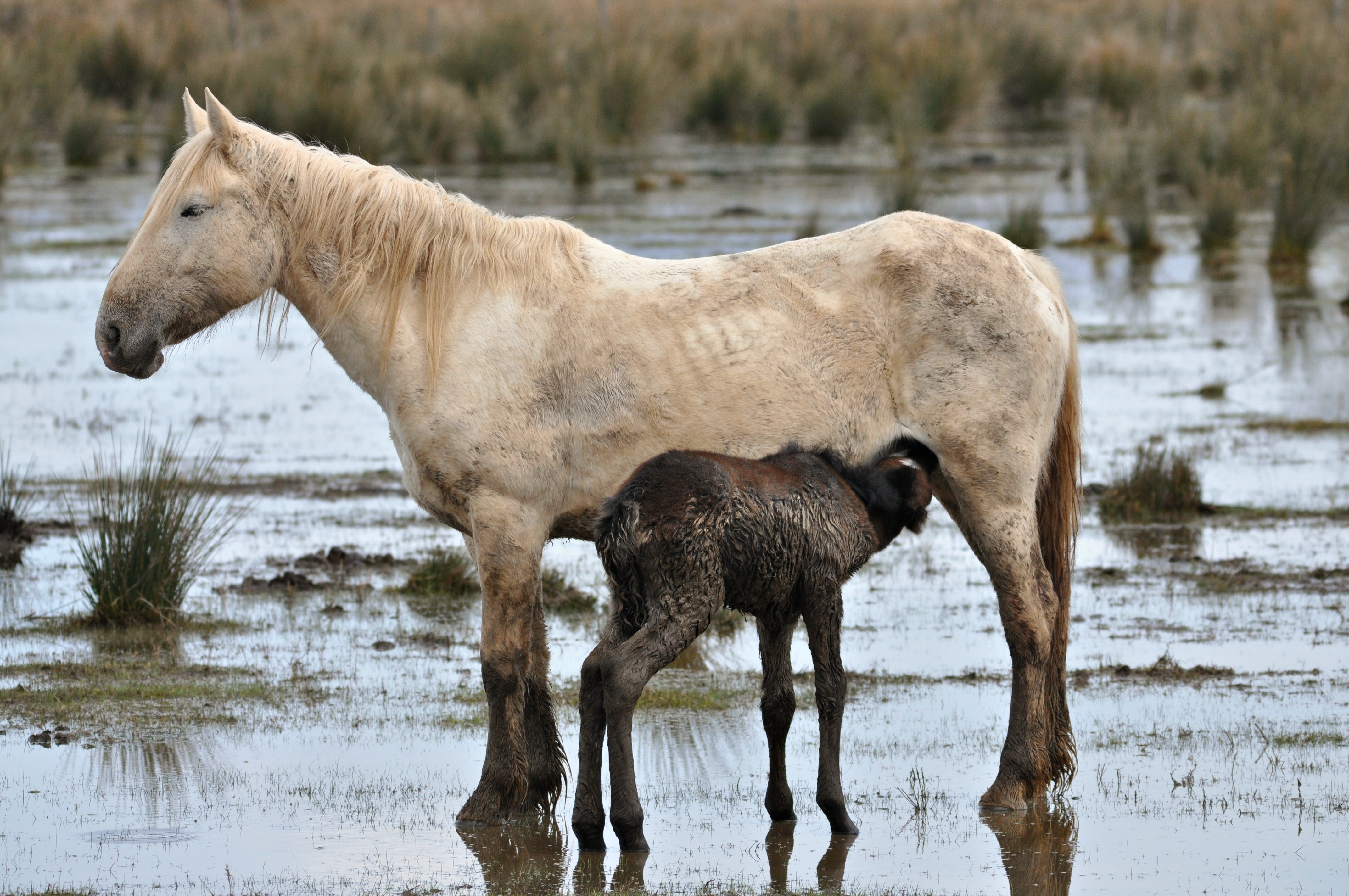
Les poulains camarguais naissent avec une robe sombre et s'éclaircissent en vieillissant, jusqu'à devenir presque blancs.

L'une des caractéristiques principales de la race est sa couleur de robe toujours grise, qui est obligatoire pour l'inscription au studbook. Tout cheval d'une autre couleur est automatiquement radié du registre. Le cheval camarguais adulte est très fréquemment perçu à tort comme blanc par les non-initiés. Sa particularité est de naître poulain avec une robe foncée, généralement alezane, baie ou rouanne, et de s'éclaircir avec l'âge sous l'effet d'un gène dit « du grisonnement », qui empêche peu à peu la migration des pigments dans le pelage. Vers l'âge de 5 à 6 ans, le cheval de Camargue présente généralement une robe d'apparence complètement blanche, parfois légèrement truitée ou mouchetée. La véritable robe blanche est caractérisée par une peau rose, et n'existe pas chez le camarguais, qui doit obligatoirement être gris. Le cheval de Camargue est souvent victime de mélanomes cutanés, comme la plupart des chevaux gris.
La robe grise est une particularité unique parmi les chevaux primitifs, les autres étant généralement de robe isabelle, bai-brun, « rousse » ou « fauve ».

### Tempérament et entretien

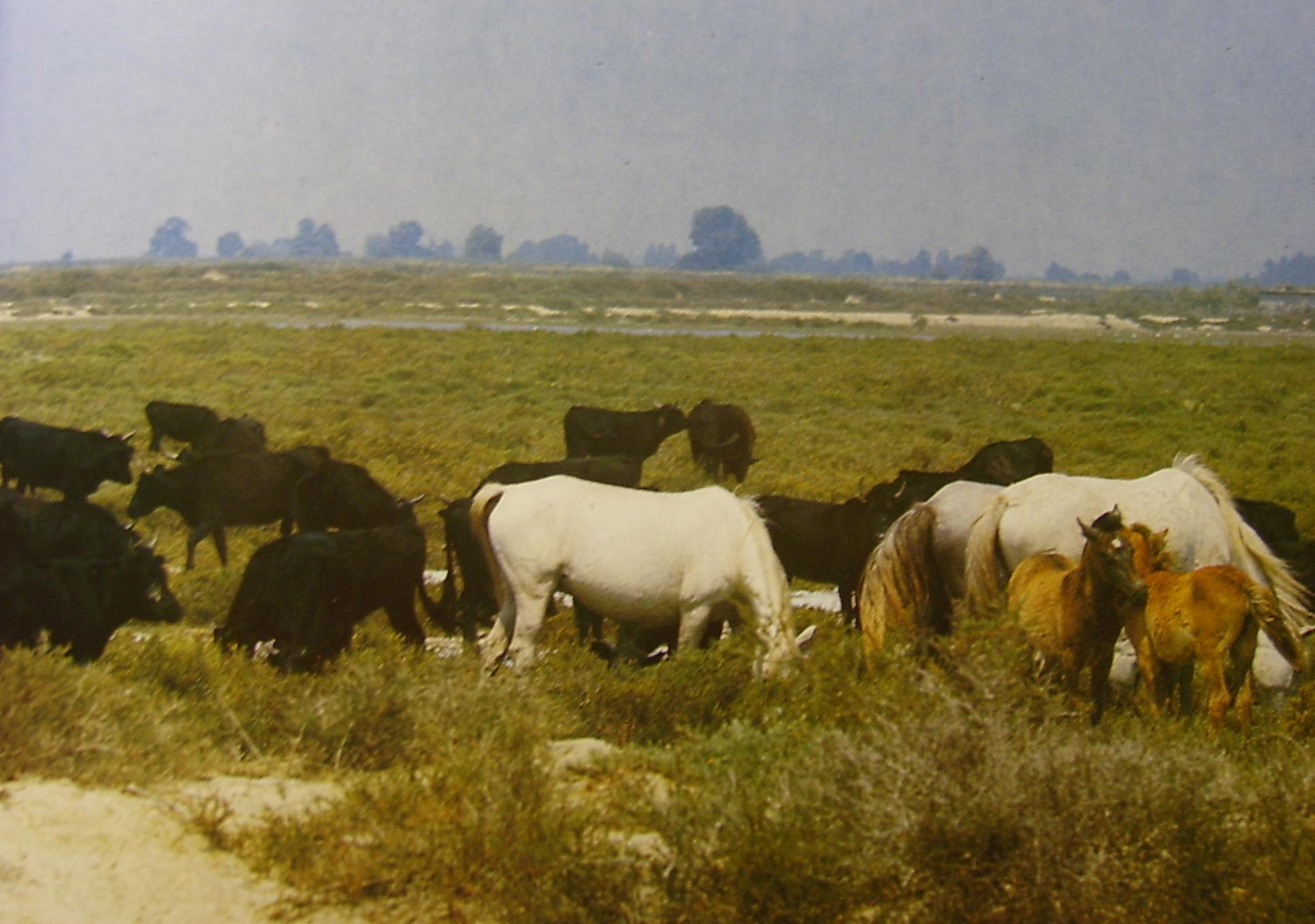
Élevé en manade, le cheval côtoie fréquemment des bovins et vit en plein air toute l'année.

Le Camargue est toujours maintenu par ses éleveurs en élevage extensif de plein air traditionnel, souvent avec des bovins. La plupart vivent ainsi en liberté toute l'année et ne sont rassemblés qu'une fois par an pour l'inspection, le marquage, la castration, ou autre type de soin. Les chevaux font face à un climat difficile, caractérisé par l'humidité constante, les hordes d'insectes, et une certaine rigueur en hiver, accentuée par des vents violents. L'élevage en liberté est le seul autorisé pour la race camarguaise dans son berceau d'origine. Une nourriture pauvre suffit à l'animal pour demeurer en excellente santé, l'herbe de pâture lui permet de se nourrir toute l'année, contrairement à de nombreux chevaux de sang qui demandent du grain. Le camarguais résiste aux longues abstinences, aux intempéries, et aux grandes étapes de randonnée. Il est aussi le seul cheval capable de brouter sous l'eau en tirant des plantes aquatiques des eaux saumâtres. Son instinct est réputé « infaillible » et son pied, large et sûr, est adapté à son mode de vie dans les marais, en milieu subaquatique. Comme les bovins, il forme parfois des relations symbiotiques avec des oiseaux, comme les aigrettes ou le Héron garde-bœufs (Bubulcus ibis).
Le mode de vie en liberté, typique du cheval sauvage, a fait l'objet d'études éthologiques concernant l'organisation des troupeaux, les rapports entre animaux dominants et dominés et la façon dont les jeunes juments refusent de se faire saillir par les étalons de leur groupe natal, quittant celui-ci vers l'âge de deux ans pour céder aux avances d'un étalon étranger, ce qui contribue à réduire la consanguinité des poulains.
Les poulains naissent habituellement au printemps sans intervention humaine, la jument s'isole pour s'abriter dans les roseaux ou un tamaris et mettre bas. Elle reste quelques jours à l'écart de sa manade avant de la regagner, quand son poulain est capable de la suivre sans problème. Au printemps, les grignons (étalons) saillissent les juments. À l'automne, les poulains de l'année commencent à affirmer leur indépendance vis-à-vis de leurs mères. Ils sont alors capturés par les manadiers qui les séparent des juments et leur appliquent la marque de leur élevage au fer rouge. Durant l'hiver qui suit, les poulains sont maintenus en contact étroit avec les hommes afin de se familiariser à leur présence. Cela fait, ils sont relâchés en liberté avec les doublen (poulains de deux ans) et ternen (trois ans). Ils restent deux ans en liberté et atteignent l'âge d'être monté, donc débourré pour l'équitation, généralement par un gardian expérimenté. Le cheval dressé est maintenu en semi-liberté, un cavalier venant le chercher s'il en a besoin pour travailler, avant de le relâcher.
Les éleveurs cherchent à préserver les qualités de rusticité chez leurs chevaux, raison pour laquelle ils privilégient un élevage entièrement naturel. La monte des étalons dans le berceau de la race s'effectue sans intervention humaine, de plus, les poulains nés à l'aide de techniques artificielles (comme l'insémination artificielle, le transfert d'embryon ou le clonage) ne sont pas inscriptibles au studbook du cheval de Camargue.

### Allures
Ce cheval possède des allures propres, un pas relevé avec de longues foulées, un trot vif et très rassemblé, et un galop très rapide.
Le Camargue a fait l'objet d'une étude visant à déterminer la présence de la mutation du gène DMRT3 à l'origine des allures supplémentaire : l'étude de trois sujets a permis de confirmer l'absence de cette mutation, ainsi que l'absence de chevaux présentant des allures supplémentaires parmi tous les sujets de la race. 

## Sélection
La race Camargue est désormais protégée. En France, les haras nationaux et l'association nationale la réglementent en ce qui concerne l'admission des étalons reproducteurs et l'inscription des poulains au sein du studbook.

### Association des éleveurs de chevaux de race Camargue

Logo de l'association des éleveurs de chevaux de race Camargue.

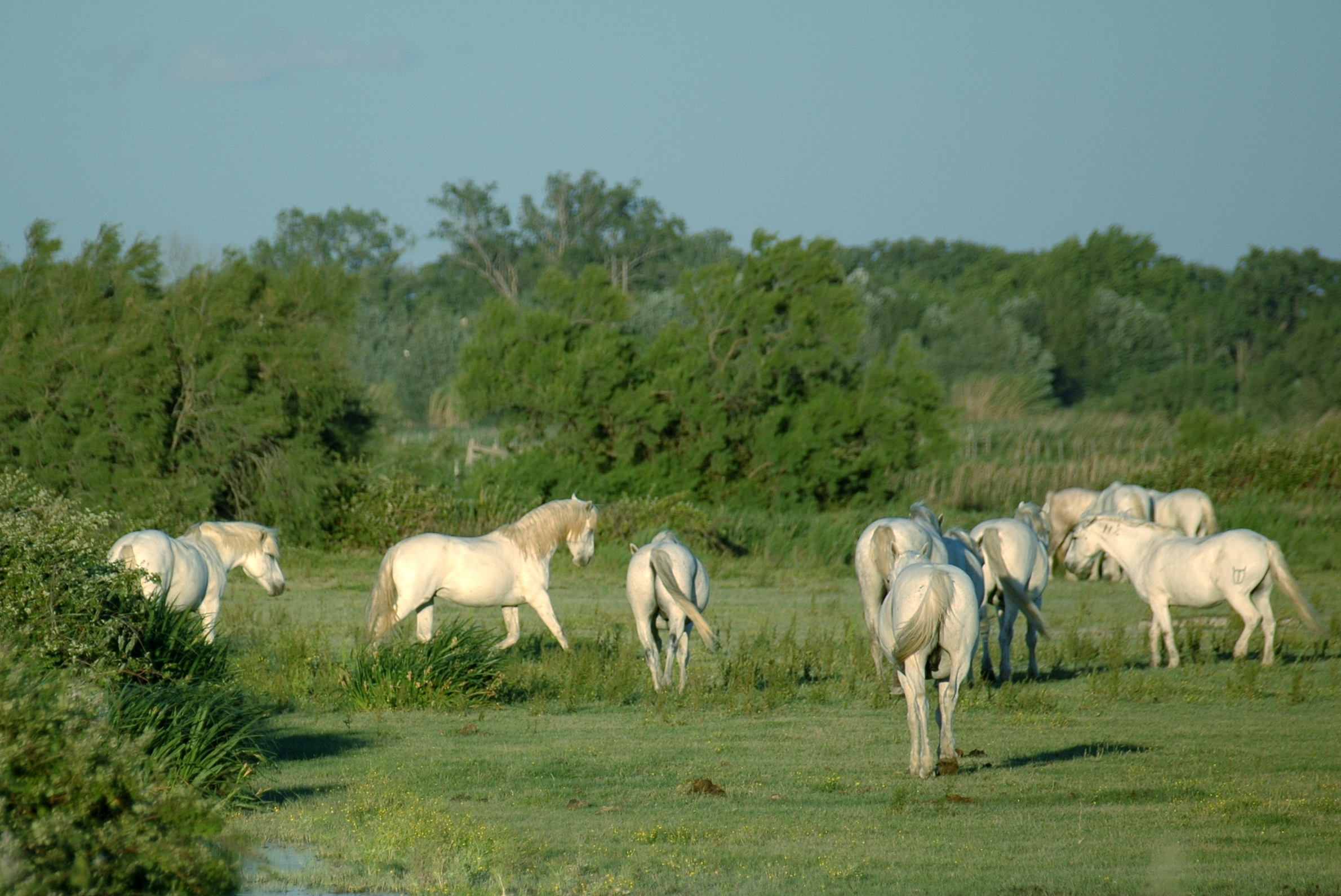
Une manade comporte au moins 4 juments, sur une surface de plus de 20 hectares.

En 1964, l'Association des éleveurs de chevaux de race Camargue (AECRC) est créée par quelques éleveurs soucieux de préserver la race et le type de leurs chevaux, ainsi que leur milieu d'élevage spécifique. Leur première action est de définir les caractéristiques de la race et de délimiter l'aire géographique d'élevage du Camargue, qui devient plus tard le berceau de la race, c'est-à-dire le delta du Rhône et les régions avoisinantes. En 1966, l'association est officiellement admise par l'Union nationale interprofessionnelle du cheval (UNIC). En 1967 elle recense les élevages et définit une « manade ». Cette même année l'association recense les produits des élevages et décrit une manade comme un élevage extensif en liberté et en plein air, avec au moins quatre juments reproductrices et un pâturage d'au moins 20 hectares d'un seul tenant. Seuls les chevaux nés et élevés en manade sont admis à porter le nom de « Camargue ». Les haras nationaux reconnaissent la race en 1968 mais le studbook n'est créé que beaucoup plus tard. La date de la reconnaissance officielle est celle du 1er étalon marqué au fer de l'élevage, le 17 mars 1978, par arrêté ministériel. Depuis 1974, l'association est soutenue par le parc naturel régional de Camargue.
L'arrêté ministériel du 23 avril 2003 officialise l'ouverture de l'association à tous les éleveurs français, quels que soient le lieu d'implantation de l'élevage et le nombre de juments reproductrices. L'AECRC intervient désormais dans la sélection et l'amélioration génétique des animaux. Avec la commission nationale d'approbation des Haras nationaux, elle participe à la sélection des reproducteurs. En mars 2005, l'AECRC compte 153 membres répartis dans trois collèges distincts, selon qu'il s'agit d'élevages en manade, hors manade ou hors berceau. Elle organise, en outre, des tests d'aptitude des étalons au tri des taureaux, des concours de chevaux de selle, de loisir, de pouliches et de poulinières, et la participation aux différents salons équestres et au salon international de l'agriculture.

### Mode de sélection

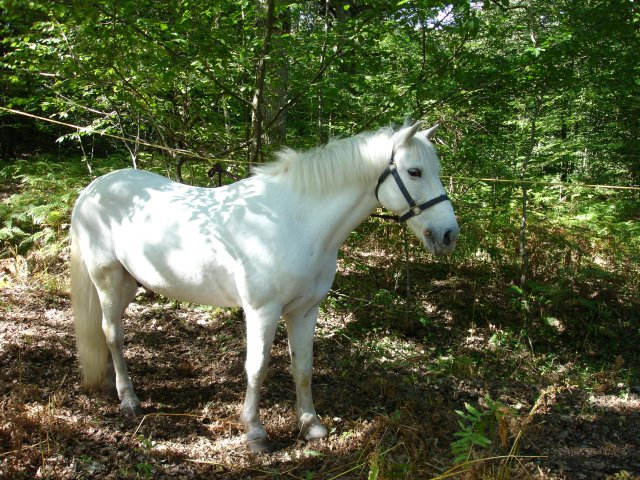
Ce cheval pris en photo dans la région de Rambouillet est probablement un Camargue hors berceau.

Tous les ans, les étalons camarguais sont présentés à un concours devant un jury d'initiés, afin d'être agréés ou non à la monte et répertoriés par l'association. Les juments vivant à l'état sauvage ne concourent pas, mais sont visitées directement sur la zone d'élevage afin de les inscrire au livret de reconnaissance. Les poulains, qui doivent être repérés sous les mères, sont marqués. Ils sont identifiés au moment du sevrage et marqués au fer chaud, appliqué sur leur cuisse. La marque est distincte pour chaque élevage et chacun a ses propres initiales, son écusson et son motif stylisé. De plus, les mâles reçoivent une marque sur l'encolure et les femelles une sur la cuisse, avec une lettre figurant l'année de naissance, et un numéro personnel pour désigner le produit à l'intérieur de son élevage,.
Le studbook du camarguais comprend la liste des étalons et des juments approuvés pour produire dans la race, la liste des poulains inscrits dès la naissance au studbook de la race, le répertoire des animaux inscrits à titre initial et une liste des naisseurs de chevaux camarguais. Seuls les animaux inscrits dans ce studbook sont admis à porter l'appellation de « Camargue » (y compris hors manade ou hors berceau) et les inscriptions se font au titre de l'ascendance, c'est-à-dire à titre initial.
Depuis 2003, trois appellations existent pour différencier les animaux :
Camargue« Désigne les chevaux inscrits au studbook du cheval Camargue, nés et identifiés dans le berceau de la race, appartenant à une manade et ayant reçu la marque à feu avant le sevrage. »
Camargue hors manade« Désigne les animaux inscrits au studbook du cheval Camargue, nés et identifiés dans le berceau de race mais n'appartenant pas à une manade. »
Camargue hors berceau« Désigne les animaux inscrits au studbook du cheval Camargue, et nés hors du berceau de race. »

## Utilisations

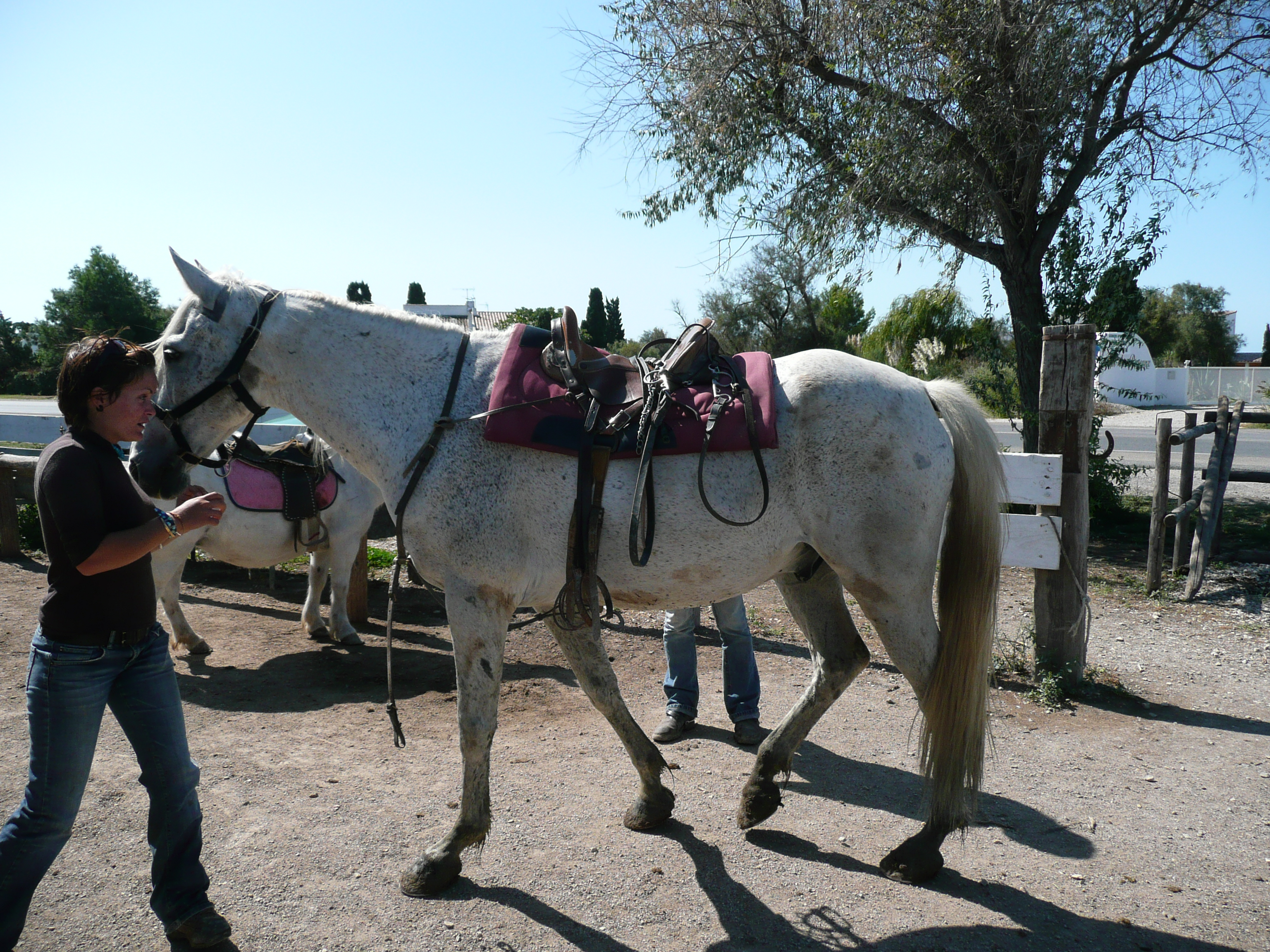
Cheval camarguais équipé d'une selle de randonnée McLellan, comportant des étriers de type Camargue.

Le cheval de Camargue est calme au repos, mais son apparence « désassemblée et somnolente » cache un grand potentiel au travail. Il possède des qualités de sobriété et sous la selle, il fait preuve de vivacité, d'agilité, de robustesse et d'endurance.

### Équitation de travail

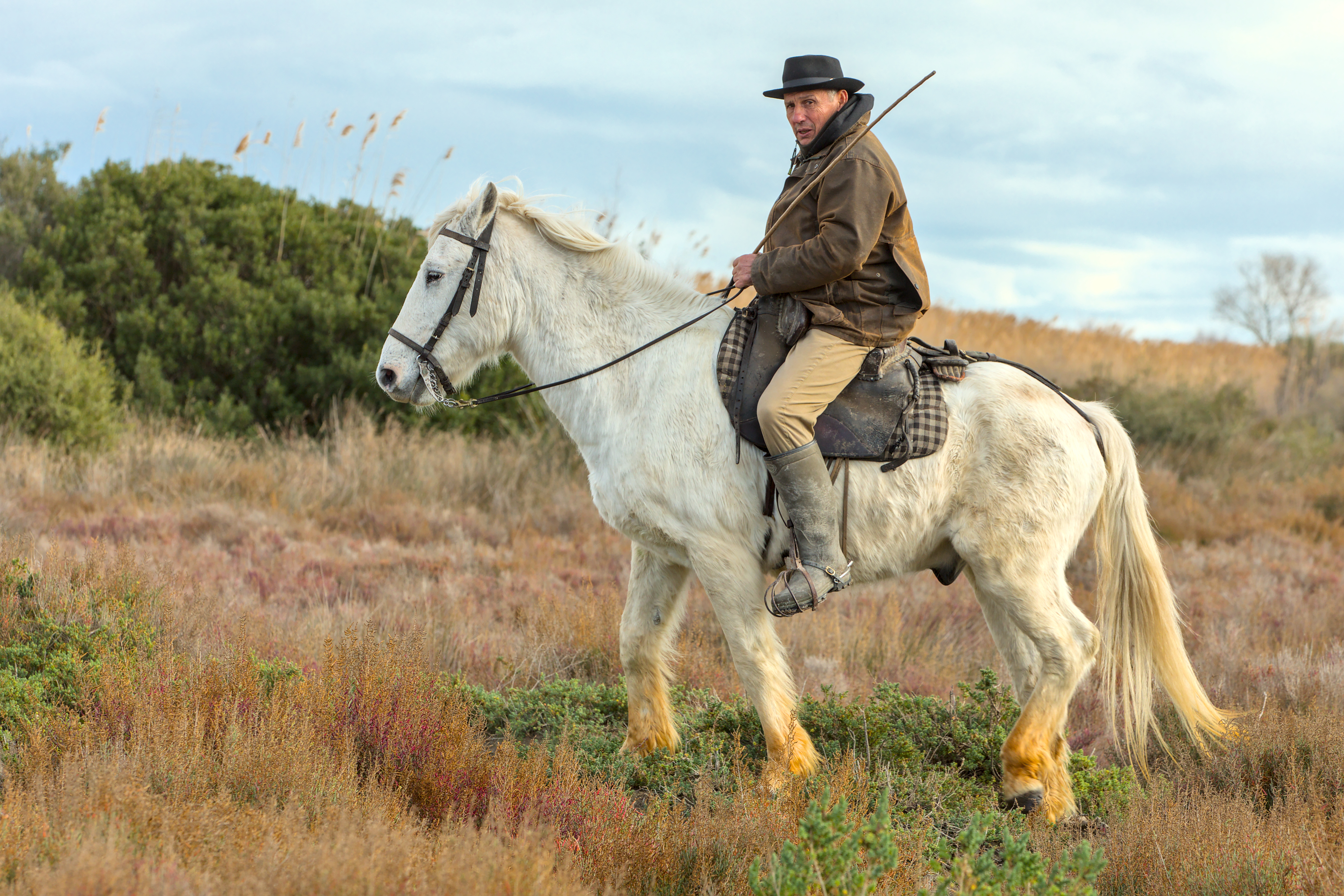
Un cheval de Camargue monté par un gardian.

Le Camargue est avant tout une monture de travail du bétail utilisée par les gardians pour surveiller et trier les troupeaux de bovins. Ce travail s'accompagne du développement d'un type d'équitation spécifique : l'équitation Camargue. Devenue une discipline, elle possède ses examens associés, les « galops d'équitation camarguaise ». Lors de certaines démonstrations, ce cheval est monté en amazone.De ce fait, le camargue possède naturellement le « sens du bétail », caractéristique qu'il partage entre autres avec les chevaux de race espagnole, portugaise, et les Quarter Horse. Ce travail exige des animaux de la maniabilité et une très grande vivacité afin de trier les animaux destinés à la course camarguaise et d'éviter les blessures, toujours possibles. L'utilisation des chevaux camarguais par les gardians a donné naissance à un mythe identitaire, celui du « centaure des marécages ».
Le cheval Camargue est indissociable du gardian et du manadier dans toutes leurs activités. Des liens d'amour et de fidélité sont mis en avant entre le gardian et sa monture, ce dernier élève son cheval, le nomme et le soigne.

### Dépiquage et travaux agricoles
Aux XVIIIe et XIXe siècles, outre le travail en manade, la race Camargue, et surtout les juments, est utilisée pour le dépiquage du grain,. Cette activité est d'origine très ancienne. Les statuts municipaux d'Arles, rédigés aux XIIe et XIIIe siècles, fixent déjà le salaire pour le louage des chevaux à la vingtième partie du blé ou des grains qu'ils ont foulés. Les chevaux sont nourris en grande partie de grains pour pouvoir résister à la fatigue. Ils marchent sur 80 kilomètres par jour pendant six semaines ou deux mois. Vers 1800, les camarguais fournissent les « rodo de rosso », ou « roues de chevaux ». Ce labeur pénible est réputé pour « produire des conformations défectueuses par effet de fatigue excessive » :

« Dès que le jour commence, vers trois ou quatre heures du matin, les chevaux montent sur les gerbes posées verticalement l'une à côté de l'autre, et là, marchant comme dans le plus grand bourbier possible, ils suivent péniblement les primadiers (les meneurs de chevaux dépiqueurs) enfoncés dans la paille, ne sortant que la tête et le dos : cela dure jusqu'à neuf heures. Ils descendent alors pour aller boire. Une demi-heure après, ils remontent, et trottent circulairement jusqu'à deux heures, moment où on les renvoie encore à l'abreuvoir. Ils reprennent le travail à trois heures jusqu'à six ou sept, et ne cessent de tourner au grand trot sur les pailles, jusqu'à ce qu'elles soient brisées de la longueur de 3 à 6 pouces. On peut supputer que dans cette marche pénible, les chevaux font de 16 à 18 lieues par jour, quelquefois plus, sans qu'on leur donne une pincée de fourrage, réduits qu'ils sont à manger à la dérobée quelques brins de paille et quelques-uns des épis qu'ils ont sous les pieds. Ce travail se renouvelle assez ordinairement tous les jours pendant un mois et plus. On a souvent essayé d'y soumettre des chevaux étrangers ; ceux-ci n'ont jamais résisté au même degré que les camargues »

— M. Truchet cité par Eugène Gayot, La connaissance générale du cheval: études de zootechnie pratique.
.
Cette ancienne activité n'existe plus depuis la fin du XIXe siècle, le dépiquage du grain étant désormais effectué par des machines. L'utilisation de ces chevaux au labour a été fréquente jusqu'au début du XXe siècle. La présence de sel immédiatement sous la couche de la terre cultivable oblige à un labour peu profond, permettant à un cheval léger de tracter la charrue. Le Camargue est toutefois réputé ombrageux et mal adapté à cette activité.

### Fêtes et traditions

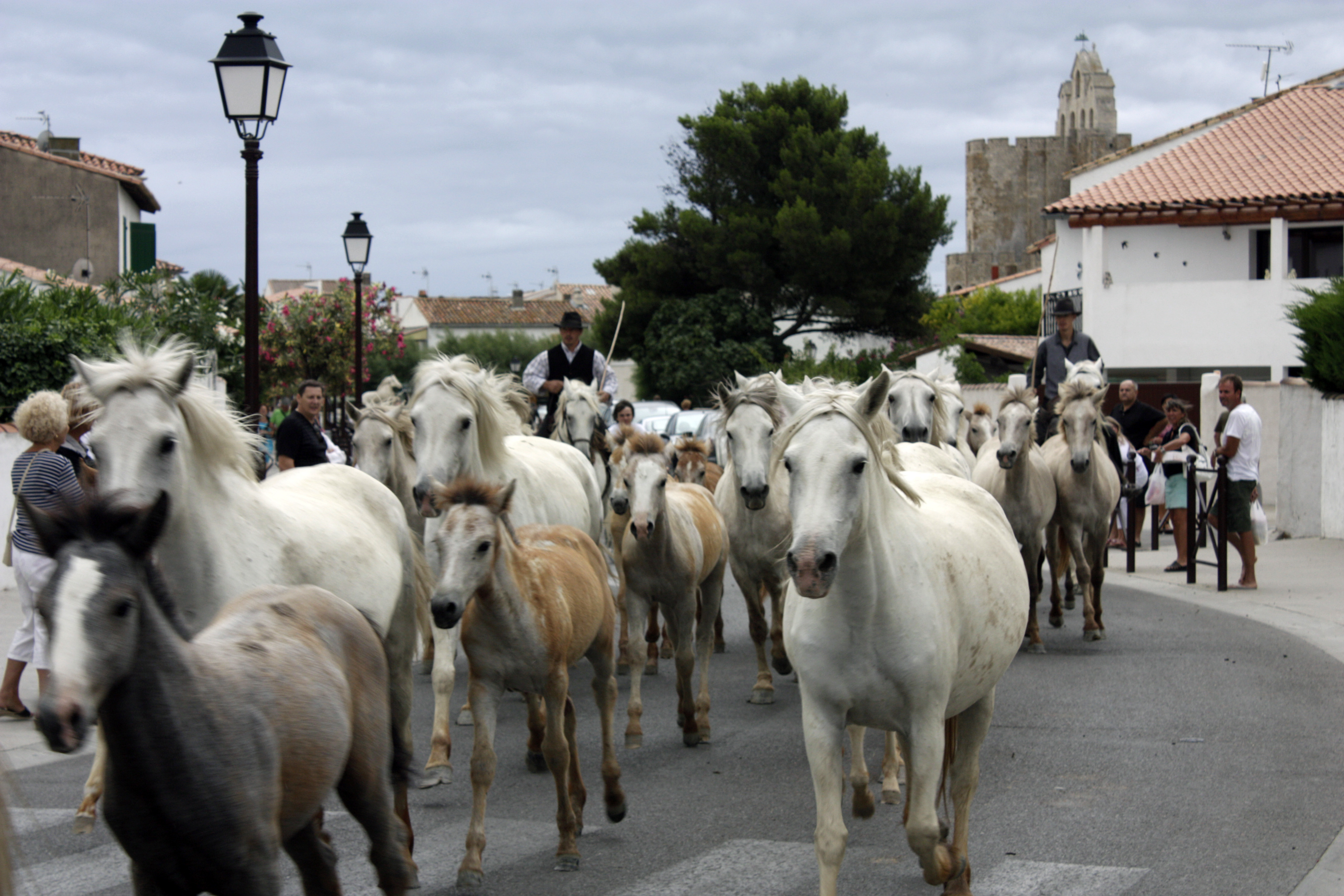
Cavalcade à l'occasion de la fête du cheval aux Saintes-Maries-de-la-Mer.

Le cheval Camargue est aujourd'hui un symbole folklorique et traditionnel du sud-est de la France et le cheval est l'un des acteurs principaux, avec le taureau, de nombreuses fêtes dans sa région d'origine, en Provence et dans le Languedoc. Il participe à des jeux équestres, déambulant dans les rues des villages pendant les fêtes, monté par son gardian, et encadrant les taureaux lâchés dans les rues par exemple avant les courses camarguaises locales (où le taureau n'est pas mis à mort). Les arènes de Nîmes et d'Arles mettent en scène des fêtes dont le taureau et le cheval sont les acteurs principaux. La fête des gardians et les défilés de mai, ou les bouviers pascales des Saintes-Maries-de-la-Mer sont de grandes fêtes qui mettent le cheval à l'honneur, où le gardian camarguais escorte les vachettes jusqu'à l'arène. Le cheval camarguais participe aussi au pèlerinage des gitans en mai, à la fête du cheval en juin et en juillet, au grand festival des Saintes Maries en octobre, et au festival d'Abrivados en novembre.

### Équitation de loisir et tourisme équestre

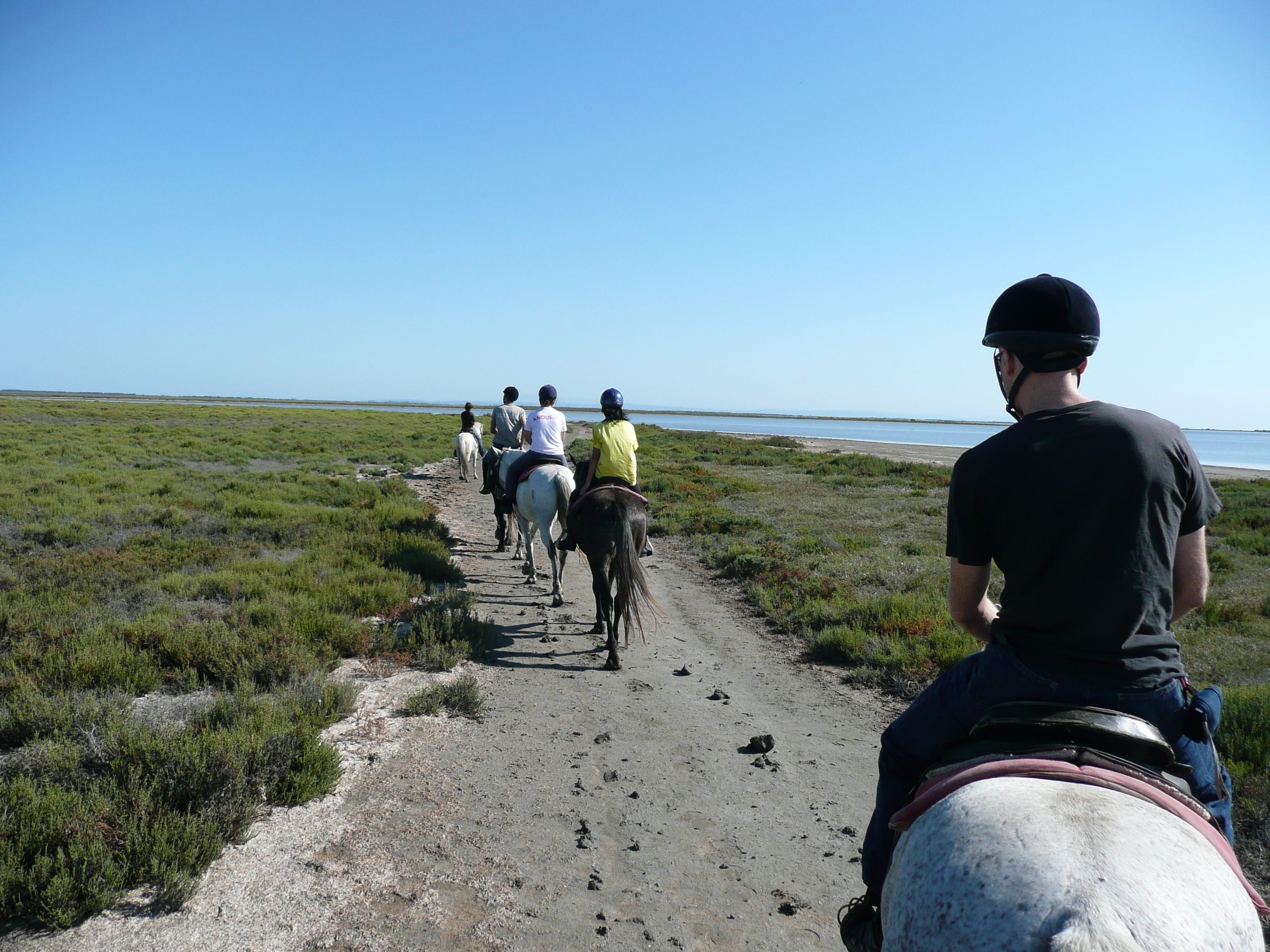
Promenade à cheval en Camargue.

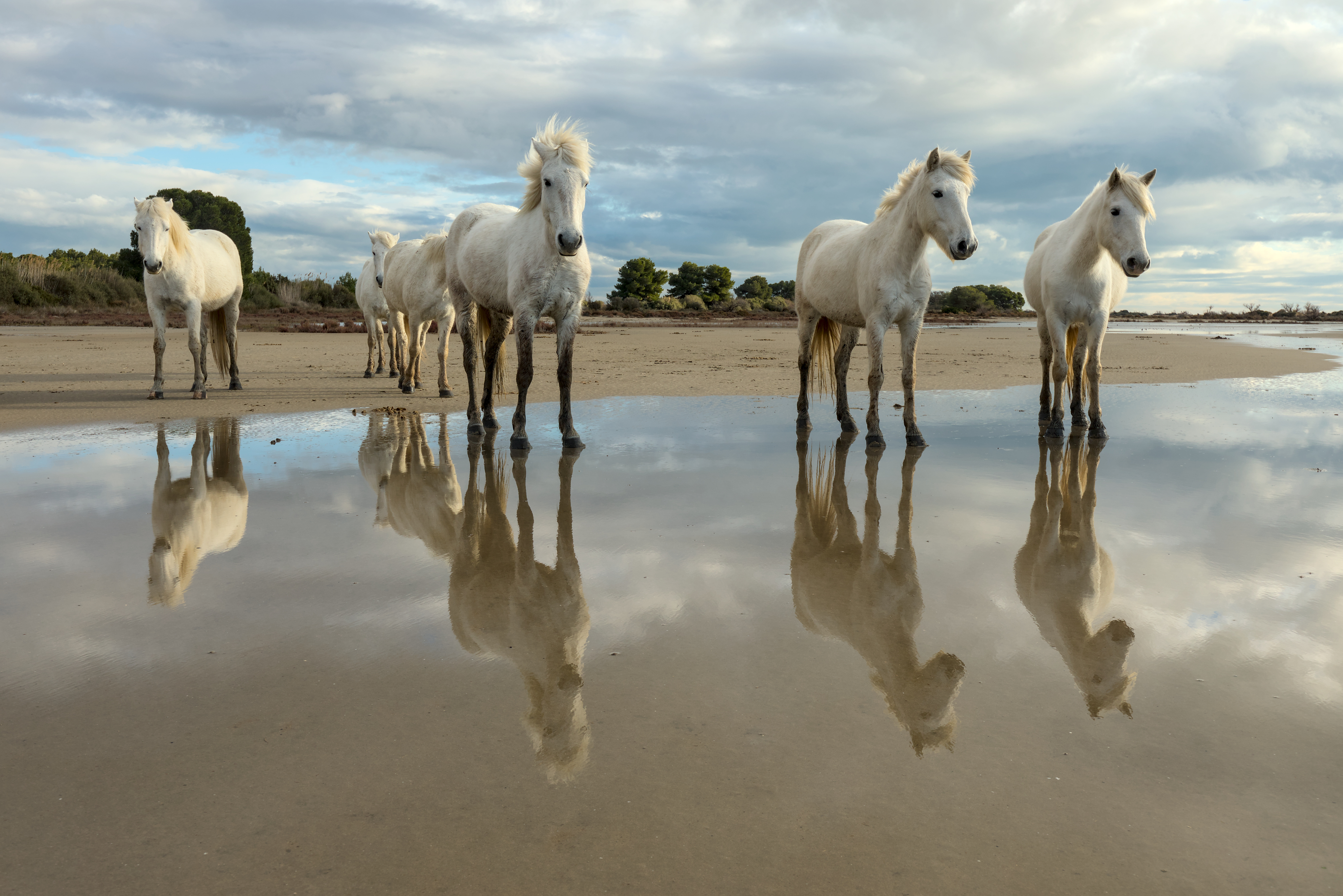
Groupe de chevaux de Camargue posant dans l'eau dans le cadre d'un stage photo.

Les origines rustiques du camarguais en font une monture appréciée pour l'équitation de loisir et le tourisme équestre,. L'accroissement du tourisme en Camargue a entraîné un regain d'intérêt économique pour le « petit cheval du pays » et assure désormais sa sauvegarde. Le cheval camarguais possède toutes les qualités requises pour pratiquer la randonnée équestre. Ses origines le rendent capable de marcher durant des heures avec une nourriture pauvre, même sous les intempéries. Il peut porter un homme adulte malgré sa petite taille, et se révèle très économique d'entretien pour ses propriétaires.
Autour d'Arles, de nombreux centres de tourisme équestre proposent désormais des promenades (1 à 3 h de cheval) et des randonnées (sur une demi-journée mais rarement plus) dans les marais et les réserves naturelles, comme le parc naturel régional de Camargue qui recensait 28 centres équestres en 2005, dont 26 aux Saintes-Maries-de-la-Mer. Le nombre de pistes cavalières dans le parc est considéré comme insuffisant et les structures d'accueil comme trop peu nombreuses, les habitants s'opposant au développement touristique. 90 % des centres équestres des Saintes-Maries-de-la-Mer font partie d'une association qui a permis de mettre fin aux abus concernant la maltraitance des chevaux et le manque d'expérience des accompagnateurs. Une charte a été mise en place en 2005. Tous les centres équestres n'ont pas bonne réputation, des arnaques et autres « pièges à touristes » étant fréquemment cités. La promotion de la randonnée équestre en Camargue s'appuie énormément sur le cliché du gardian au galop dans l'eau. Beaucoup d'organismes de tourisme équestre ne stationnent pas toute l'année dans la région, mais seulement durant la période estivale.
Il a parfois été suggéré de croiser les chevaux camarguais avec des ibériques ou des barbes, afin d'augmenter leur taille et de les rendre propres à porter de grands cavaliers en randonnée.

### Outil de gestion des zones marécageuses

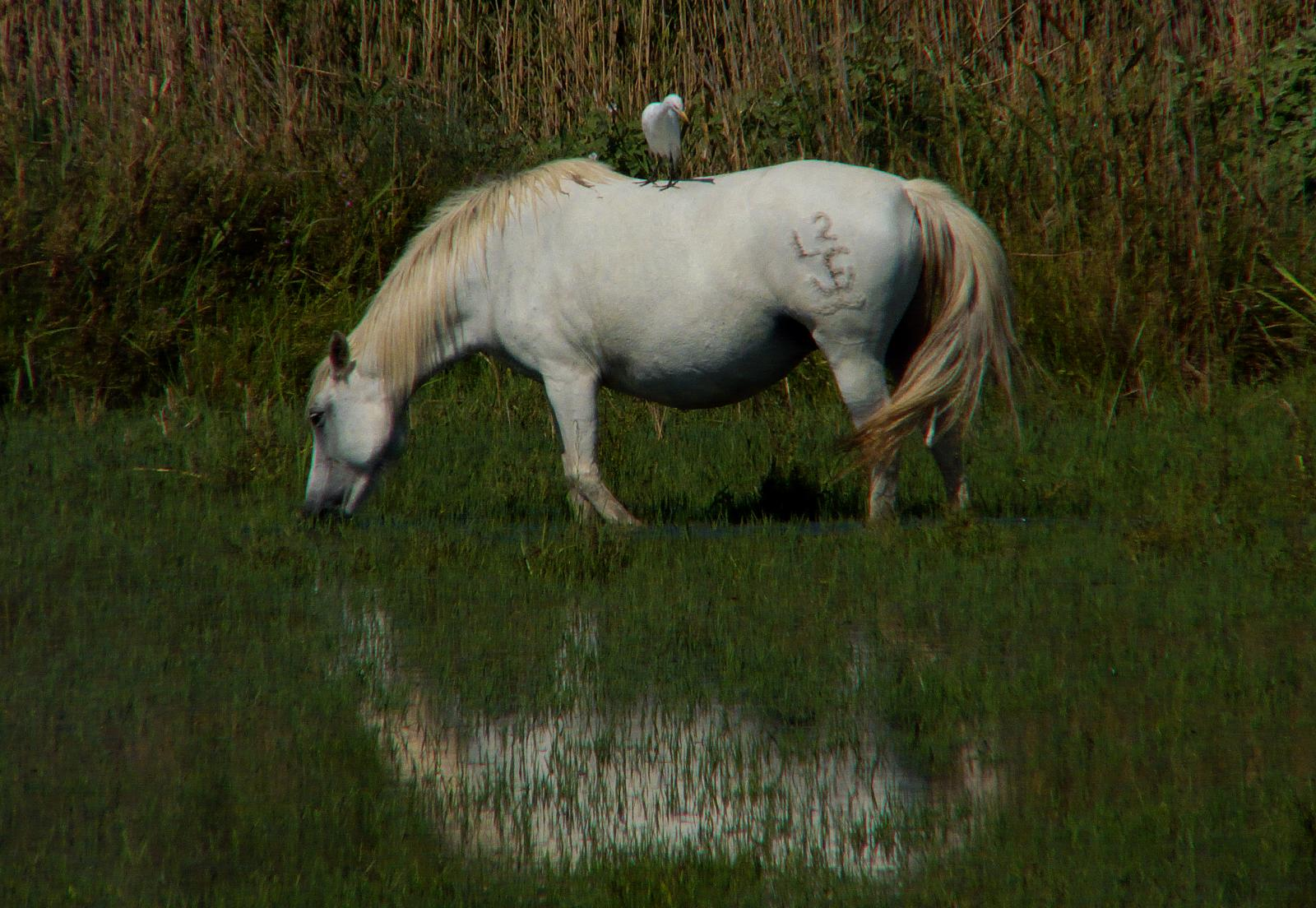
Ce cheval Camargue participe ici à une relation symbiotique avec un Héron garde-bœufs (Bubulcus ibis).

Ce cheval est considéré comme un acteur de l'écosystème camarguais et un agent de sa conservation, qui permet la gestion et l'entretien des zones humides. Son habitat a beaucoup évolué, car le delta du Rhône est désormais drainé et n'offre plus la même protection qu'auparavant. Le camarguais est de plus en plus utilisé pour l'entretien écologique des zones marécageuses. Des chevaux camarguais ont débroussaillé le parc régional de Brotonne, dans les basses vallées de la Seine. En 1988, quelques chevaux camarguais sont introduits à Trébeurden, dans les Côtes d'Armor, pour le même type de gestion écologique.

### Autres utilisations
Certains centres d'équitation de plein air (UCPA) ont constitué une partie de leur cavalerie avec des camarguais : leur petite taille et leur caractère docile rassurent les cavaliers débutants lors des premières sorties en équitation d'extérieur. Ce cheval reste néanmoins peu utilisé dans les centres équestres, malgré ses prédispositions à l'apprentissage pour les cavaliers débutants. Sa vivacité le rend efficace dans les jeux équestres. Le camarguais est également assez populaire à l'attelage, et présente des prédispositions pour l'équithérapie.
Son utilisation en spectacle équestre et au cirque est notable,, Denis Marquès a présenté une manade camarguaise en liberté sur plusieurs grands spectacles comme à Nîmes en 2009. Ce cheval peut d'après ses amateurs s'essayer à toutes les disciplines d'équitation, comme le dressage, le concours complet d'équitation et le saut d'obstacles, mais pas à haut niveau, car il a le défaut de posséder des actions courtes.

## Diffusion de l'élevage
Le Camargue est une race à diffusion européenne, qui n'est pas considérée comme menacée. L'évaluation de la FAO réalisée en 2007 signale également l'absence de risque d'extinction. Par ailleurs, l'ouvrage Equine Science (4e édition de 2012) le classe parmi les races de poneys peu connues au niveau international.

### En France

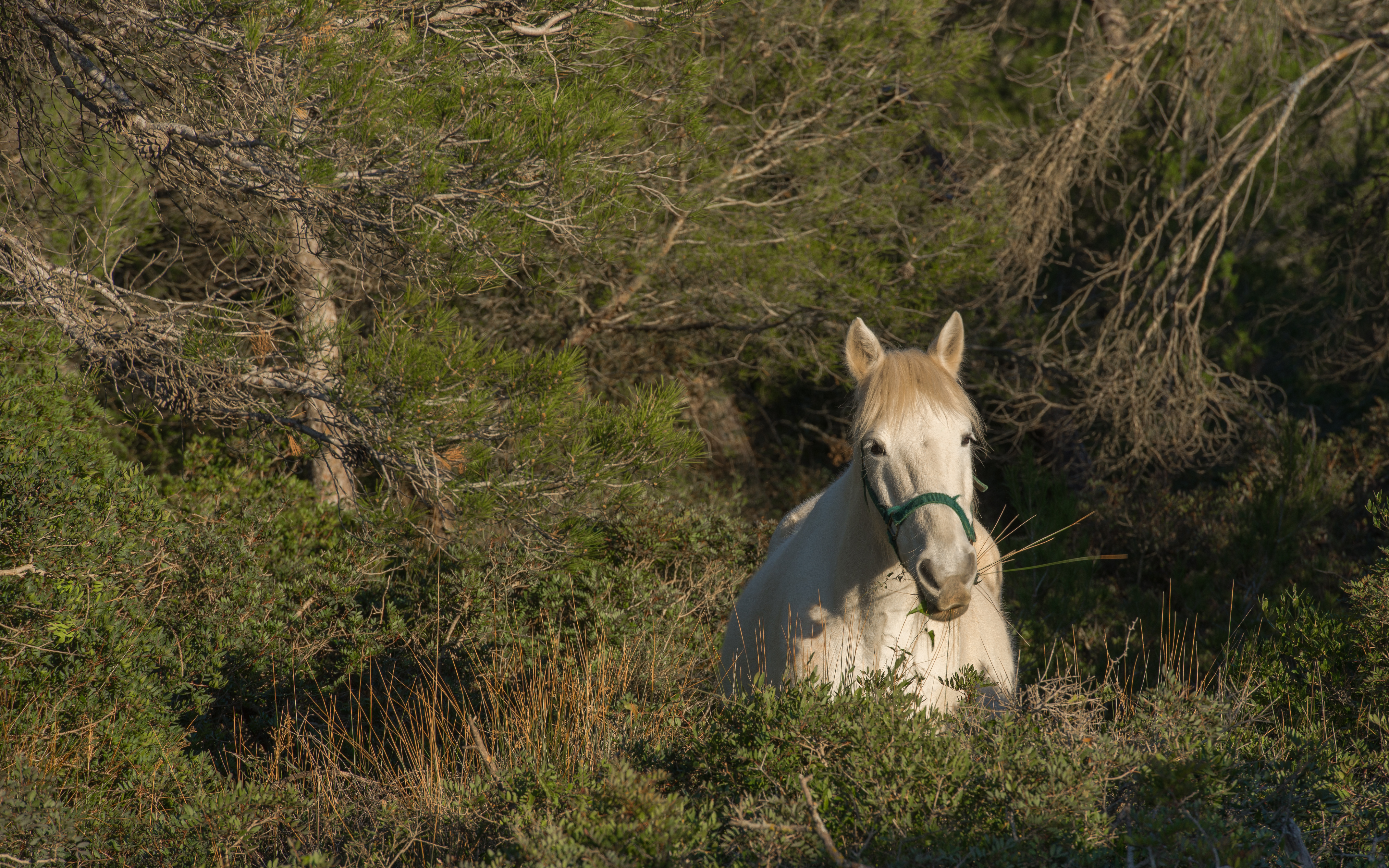
Un Camargue se nourrissant à Vic-la-Gardiole dans l'Hérault.

Les chevaux élevés dans le berceau de race possèdent une identité culturelle forte, proche d'une appellation d'origine contrôlée, parfois aux dépens des chevaux issus d'autres régions. Les principaux lieux d'élevage se trouvent en Camargue, dans un triangle entre Montpellier à l'ouest, Tarascon au nord et Fos-sur-Mer à l'est, en passant par Salon-de-Provence. Cela englobe « l'Ile de Camargue », les basses terres du Gard et de l'Hérault, et une partie de la Crau. La végétation des marais est pauvre et ne permet pas de maintenir un gros effectif.
La quasi-totalité des chevaux reconnus de race camarguaise naissent en France, le Languedoc-Roussillon étant en première position avec 230 naissances en 2007, suivi de la Provence avec 213 naissances, sachant que la Camargue est partagée entre ces deux régions administratives. Le camarguais est rare en dehors de son berceau d'origine. Toujours en 2007, 21 naissances sont enregistrées en Bourgogne, 19 en Rhône-Alpes et 13 en Auvergne, la race étant presque absente des autres régions françaises et des autres pays. L'élevage hors berceau tend à se développer. Il est globalement d'excellente qualité. En 2007, un éleveur s'est installé dans le Morbihan, à Guern. Les effectifs de la race sont assez stables en France. 515 nouvelles immatriculations sont enregistrées en 2004 pour 467 en 2003, ce qui représente 2 % du total de tous les chevaux de sang français. 112 étalons de race Camargue sont en activité en 2004, pour 118 en 2003. 234 éleveurs de ce cheval sont recensés en 2004 pour 243 en 2003, le terme d'éleveur s'appliquant à toute personne possédant au moins une jument mise à la reproduction.
| Année                 | 1980 | 1982 | 1985 | 1988 | 1990 | 1994 | 1995 | 2000 | 2001 | 2002 | 2003 | 2004 | 2005 | 2006 | 2007 | 2008 | 2009 | 2010 | 2011 | 2012 | 2013 |
| --------------------- | ---- | ---- | ---- | ---- | ---- | ---- | ---- | ---- | ---- | ---- | ---- | ---- | ---- | ---- | ---- | ---- | ---- | ---- | ---- | ---- | ---- |
| Nombre de naissances, | 209  | 223  | 235  | 239  | 301  | 427  | 447  | 469  | 449  | 441  | 467  | 554  | 522  | 555  | 639  | 700  | 700  | 705  | 716  | 710  | 603  |

En 2023, le Camargue est considéré par l'Institut national de recherche pour l'agriculture, l'alimentation et l'environnement (INRAE) comme une race chevaline française menacée d'extinction.

### Dans le reste de l'Europe

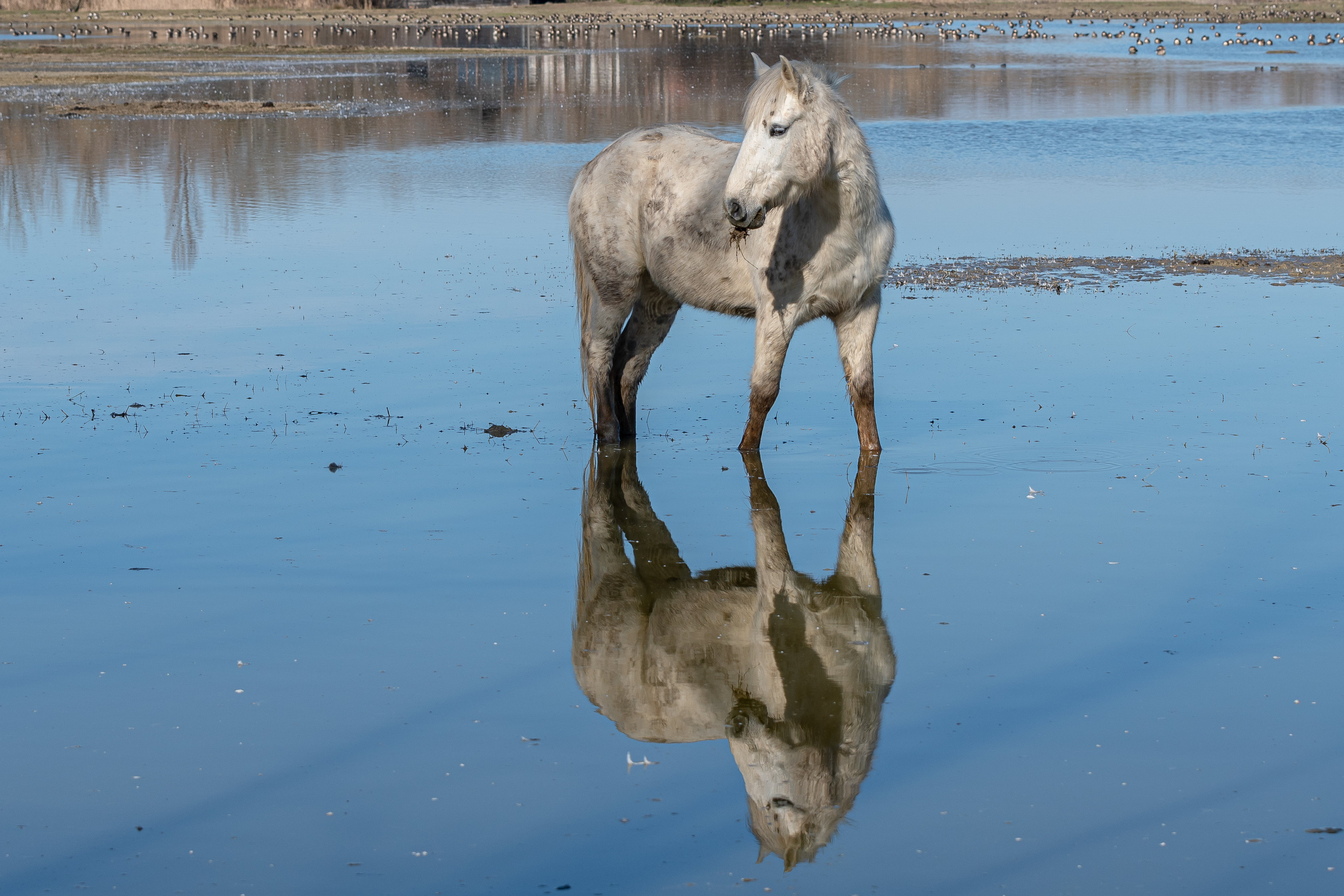
Un cheval de Camargue dans le Frioul-Vénétie Julienne (Italie).

Des chevaux ont été exportés au Royaume-Uni, en Belgique et en Allemagne, où le Camargue est relativement populaire et dispose d'un stud-book.
| Année            | 1997 | 1998 | 1999 | 2000 | 2001 | 2002 | 2003 | 2004 | 2005 | 2006 | 2007 | 2008 | 2009 | 2010 | 2011 | 2012 | 2013 |
| ---------------- | ---- | ---- | ---- | ---- | ---- | ---- | ---- | ---- | ---- | ---- | ---- | ---- | ---- | ---- | ---- | ---- | ---- |
| Chevaux recensés | 69   | 65   | 72   | 62   | 62   | 64   | 65   | 53   | 57   | 52   | 51   | 27   | 51   | 54   | 56   | 56   | 56   |

La race est également présente en Italie dans le delta du Pô, sous le nom de « cheval du Delta ».

## Impact culturel
Le cheval Camargue, parfois surnommé le « cheval blanc de la mer », est dit « fait de mistral, de sel et de courage ». Il est considéré comme un « mythe vivant, celui des derniers chevaux sauvages », ainsi qu'un animal symbole de l'identité camarguaise, avec le Flamant rose (Phoenicopterus roseus) et le taureau camarguais. De très nombreuses références à la culture équestre de Camargue, et par conséquent à ses chevaux, se retrouvent dans la culture populaire, aussi bien dans la littérature qu'au cinéma et à la télévision. Le cheval Camargue est devenu le mythe vivant d'une nature rude et sauvage, grâce à la publicité touristique et à la photographie, qui a contribué à répandre l'image des « cavales blanches traversant, crinières au vent, les espaces désolés, les plaines marécageuses ou broutant les ajoncs », jaillissant des eaux, telles qu'on peut les retrouver sur les cartes postales. Cette image est surtout entretenue par le roman et le film Crin-Blanc ainsi que les photographies du manadier Aubanel, petit-fils du marquis de Baroncelli.

### Dans la littérature

#### Poésie
En 1859, le fameux poème provençal Mireille de Frédéric Mistral parle des chevaux camarguais aux Saintes-Maries-de-la-Mer, mais aussi de la rudesse du pays :
| Poème original en provençal : Qu'aquelo meno souvagino, Soun elemen es la marino : D'ou càrri de Netune escapado segur, Es encaro tencho d'escumo; Frederi Mistral : Mirèio Cant IV | Traduction française : Car à cette race sauvage, son élément, c'est la mer : Du char de Neptune échappée sans doute, Elle est encore teinte d'écume; Frédéric Mistral : Mireille Chant IV |

Dans le poème Horses of the Camargue de Roy Campbell, il compare la course d'une harde de chevaux blancs et le bruit de leurs sabots au son des vagues de la mer.

#### Romans
Le film Crin-Blanc, qui met en scène des chevaux blancs galopant crinière au vent, sauvages et libres, entre le ciel et l'eau, est destiné aux enfants. Un livre illustré de photos du film sort peu après, il est adapté ensuite en roman jeunesse par René Guillot. En 1975, Caprice, cheval de Camargue, également un livre pour enfants, fait appel au même type d'imagerie. A cheval en Camargue est un roman pour adolescent publié en 1985, qui met en scène une jeune cavalière de 15 ans.
Il existe aussi des œuvres de fiction littéraires adultes mentionnant le cheval de Camargue, comme Les camarguais et L'avant-dernier des Camarguais de Christian Plume,.

### Au cinéma

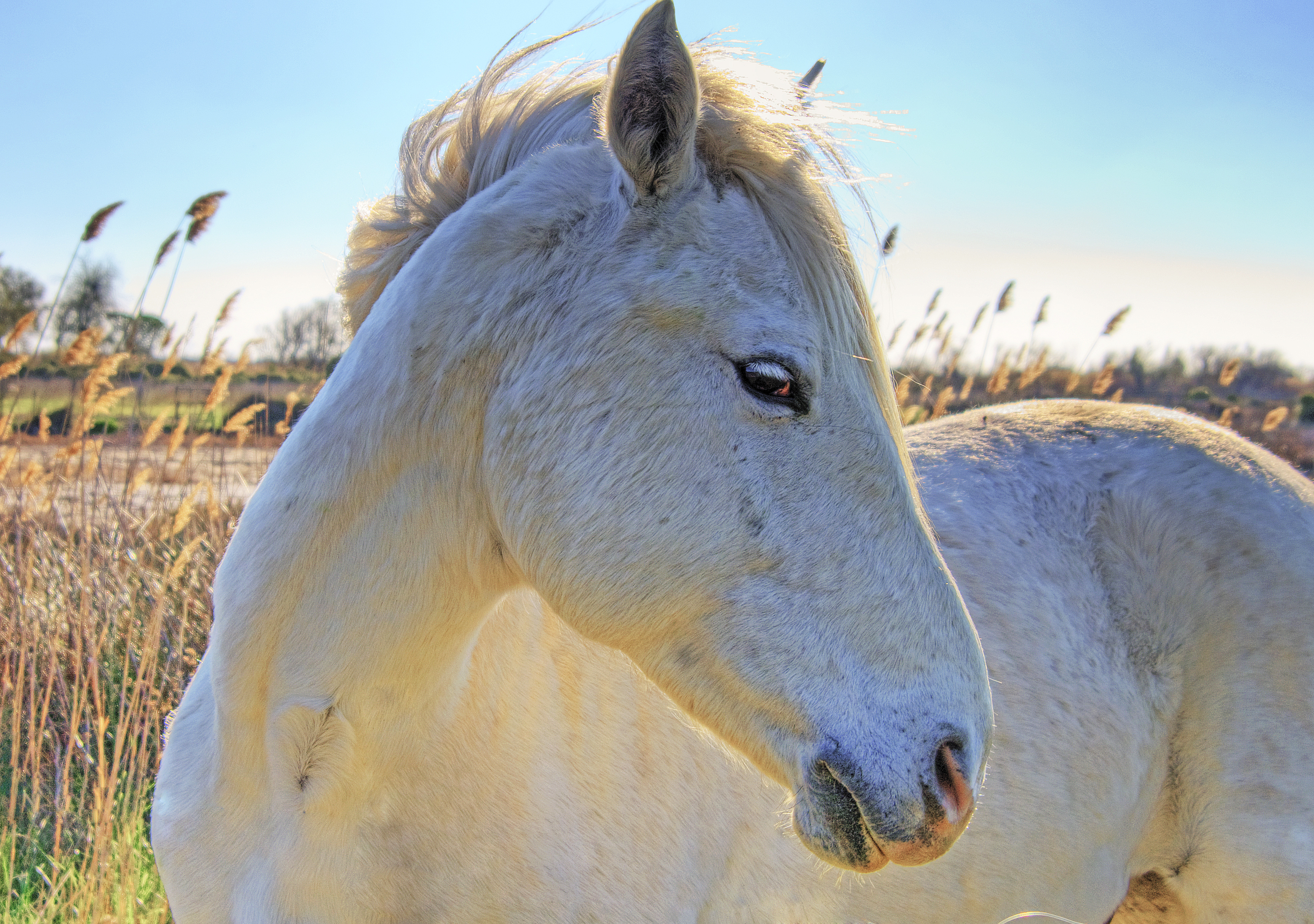
Cheval Camargue dans son biotope naturel.

De nombreux films ont pour toile de fond la Camargue, et par conséquent ses chevaux. Parmi ceux-ci, deux sont centrés sur un animal qui donne son nom au film : Crin-Blanc et Heureux qui comme Ulysse. Le songe des chevaux sauvages, film court de Denys Colomb de Daunant sorti en 1960, montre aussi ces animaux.

#### Crin-Blanc
Une grande partie de la renommée de la race Camargue à travers le monde est due au film Crin-Blanc d'Albert Lamorisse et Denys Colomb de Daunant, tourné en 1952 en basse Camargue, notamment au mas de Cacharel, et sorti en 1953. Il est récompensé de nombreux prix dont le prix Jean-Vigo. Il met en scène un jeune garçon nommé Folco et un étalon camarguais réputé indomptable, nommé Crin-Blanc. Ce film en noir et blanc comporte de nombreuses scènes où des chevaux camarguais galopent dans l'eau.
Encensé par les critiques, il est considéré en 2007 par Terrence Rafferty de The New York Times comme l'un des plus beaux films pour enfants de tous les temps :

« Crin-Blanc est parmi les films pour enfants les plus célèbres et les plus récompensés à travers le monde (…) le ton du film est tel qu'on reste béat d'admiration devant les merveilles qui se déroulent sous nos yeux (…) Vous sentez, comme dans certains autres films, la peur de la nature toute-puissante… et Lamorisse était réellement un remarquable artiste, l'un des plus grands poètes du cinéma et un explorateur intrépide de l'outback fascinant et effrayant de l'imagination »

Des critiques ont également pointé l'image fausse de la Camargue véhiculée par ce film, ainsi, dans The Washington Post, le critique Philip Kennicott dit cyniquement qu'il aime la mise en scène, et qu'« il y a des raisons tout à fait louables de garder [ce film] en circulation. Visuellement, c'est une pièce maîtresse ». Toutefois, Kennicott note que ce film prend place dans un monde de mensonges, et écrit : « Un jeune garçon et son cheval sont pris en chasse par des gardians adultes – pendant qu'un narrateur laisse planer la vague promesse d'un monde meilleur à venir. La belle imagerie [de ce film] est déployée comme support moral - une promesse de récompense pour des bonnes actions - à peine plus sophistiquée que celle du lapin de Pâques ou du Père Noël. Ah, la longue tradition d'endoctrinement des enfants par les adultes dans une vision du monde qui ne les conduira qu'à la déception amère, à moins que les jeunes refusent de grandir ».
Crin-Blanc a forgé l'image de liberté du cheval camarguais et cet animal, devenu un « héros de la culture universelle », a offert à sa race une reconnaissance internationale à travers la scène finale quasi-mythique du film, où il préfère se jeter dans la mer avec Folco plutôt que d'être à nouveau capturé par les hommes.

#### Heureux qui comme Ulysse
Heureux qui comme Ulysse est le dernier film de Fernandel en tant qu'acteur. Entièrement tourné dans la région camarguaise, il met en scène Antonin, un garçon de ferme qui s'occupe d'un vieux cheval camarguais nommé Ulysse depuis vingt-cinq ans. Refusant d'envoyer cet animal qui est pour lui un ami à une mort certaine dans les arènes, Antonin décide d'emmener Ulysse dans les grands espaces de Camargue pour lui rendre sa liberté. La chanson du film est chantée par Georges Brassens. Heureux qui comme Ulysse est un échec financier lors de sa sortie en 1970, mais il reçoit de très bonnes critiques. D'après Jacques Siclier dans Télérama : « Dans l'odyssée de l'homme et du cheval à travers le Luberon, les Alpilles, la Crau et la Camargue, ce sont la vie et la liberté du cheval qui doivent être préservées. Henri Colpi a réalisé cela avec délicatesse, tendresse et humour. On est touché par la vérité des personnages et des paysages, par l'amitié d'Antonin avec l'animal. Une œuvre chaleureuse qui exalte l'humanisme et la nature. »

### Autres
En 2001, une publicité pour Ricoré met en scène une jeune cavalière galopant dans l'eau sur des chevaux camarguais, pour exprimer « la tonicité et la légèreté du produit ». La Poste a émis plusieurs timbres à l'effigie de ce cheval en 1978, en 1998 dans la série « Nature de France » (qui a célébré quatre races de chevaux françaises), et enfin en 1999, dans un visuel à l'effigie de la Camargue.